# Timbuktu
Timbuktu  (deutsch [tɪmˈbʊktu], französisch Tombouctou [tõbukˈtu]) ist eine Oasenstadt in Mali mit 54.453 Einwohnern (Zensus 2009).

## Etymologie
Der Name bedeutet angeblich „Brunnen der Buktu“. Der Sage nach war Buktu (französische Schreibweise Bouctou) eine Sklavin, die mit einer Ziegenherde von den Tuareg hier zur Bewachung eines Brunnens zurückgelassen wurde. Der Name soll „Frau mit einem großen Bauchnabel“ bedeuten. Einige Historiker sehen in dieser Volksetymologie die ins Mythische übertragene Rechtfertigung der einstigen Oberschicht von Timbuktu für die soziale Schichtung, also die Zweiteilung in hellhäutige Herren, die Tuareg, und dunkelhäutige Vasallen, die Bella (siehe unten „Bevölkerung“).
Der französische Linguist René Basset leitet den Namen von einer altberberischen Wortwurzel ab, die „weit entfernt“ oder „versteckt“ bedeutet. Somit wäre der Name mit „der weit entfernte Brunnen“, also am südlichen Rande der Wüste, zu übersetzen. In jüngeren Untersuchungen ist verschiedentlich geltend gemacht worden, dass der Ort ursprünglich gar nicht von den Tuareg, sondern von den Songhai des Umlandes gegründet wurde und die Mitte des 19. Jahrhunderts von dem Afrikaforscher und Historiker Heinrich Barth vorgetragene Herleitung des Namens aus deren Sprache ebenfalls in Betracht gezogen werden müsse. Nach Barth würde der Name korrekt Tombutu lauten und „Ort in den Dünen“ bedeuten, was ebenfalls sinnvoll wäre.

## Geografie

### Lage

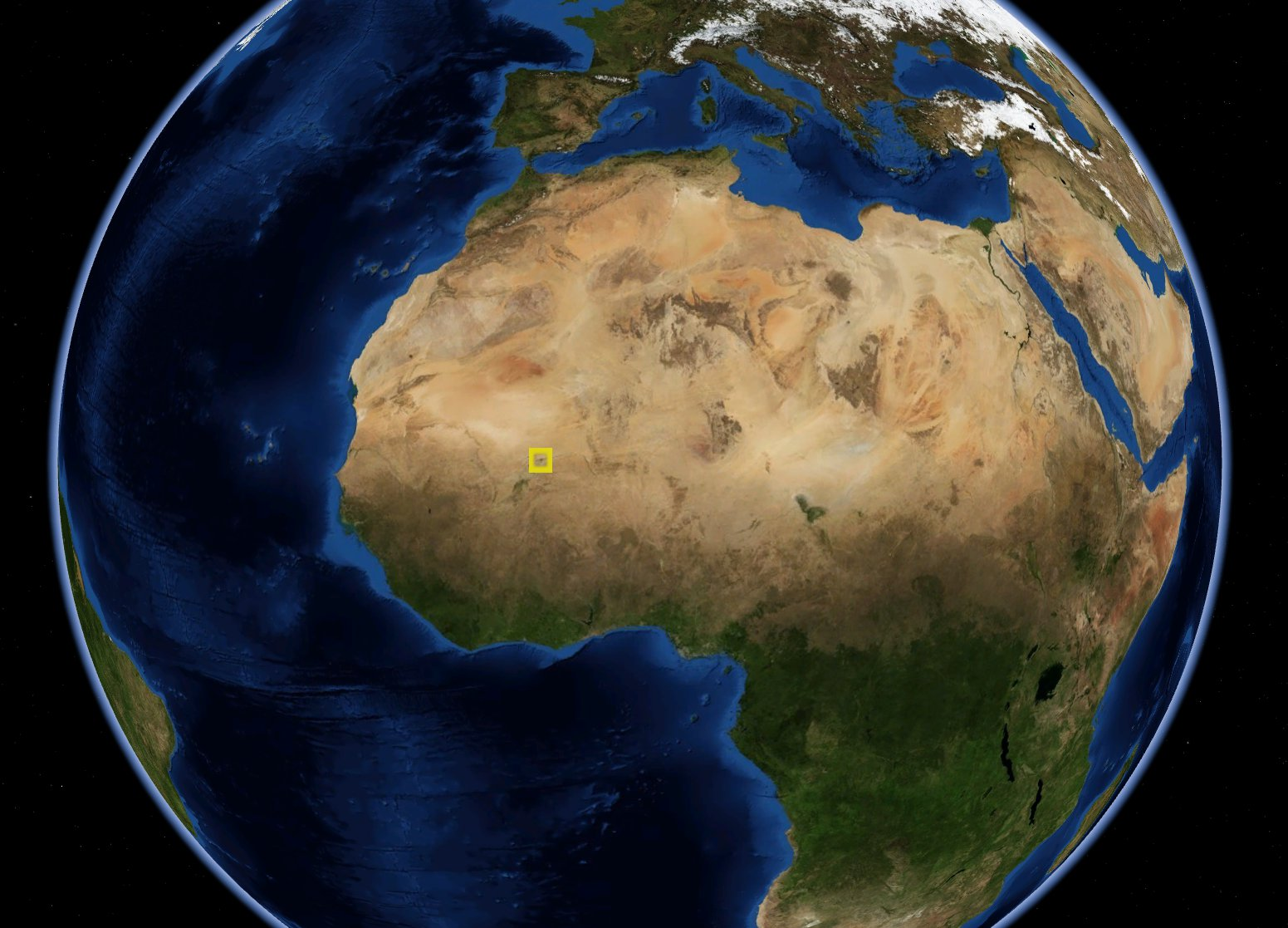
Lage von Timbuktu in Afrika (gelbes Quadrat)

Timbuktu liegt am südlichen Rand der Sahara, deren Fortschreiten (Desertifikation) der Stadt die meisten Probleme bereitet. Der Sand breitet sich überall in den Straßen aus. In den letzten 20 Jahren soll sich die Wüste um ungefähr 100 Kilometer weiter nach Süden vorgeschoben haben.
Die Stadt liegt circa 12 Kilometer nördlich des Nigers, der aus südwestlicher Richtung aus der Region Massina in einem großen Bogen vorbeifließt, hier am nördlichsten Punkt seines Laufes in südöstlicher Richtung abdreht und später an der mehr als 2000 Kilometer entfernten Küste in den Golf von Guinea mündet. Lediglich bei starkem Hochwasser füllen sich längst ausgetrocknete Nebenarme des Nigers, die den Spitznamen „Kanäle der Flusspferde“ trugen, und verursachen in einigen Stadtteilen heftige Überschwemmungen; zuletzt geschah dies 2003. In der frühen Neuzeit  verband ein 13 Kilometer langer Kanal die Ortschaft Kabara, den eigentlichen Hafen der Stadt, mit Timbuktu. Dieser künstliche Nebenarm des Nigers ermöglichte den Bewohnern während der Flutzeiten einen direkten Zugang zum Fluss und somit den Segelschiffen und Pirogen, Waren in die Stadt zu bringen. Der Kanal ist versandet und nur noch als Graben sichtbar.

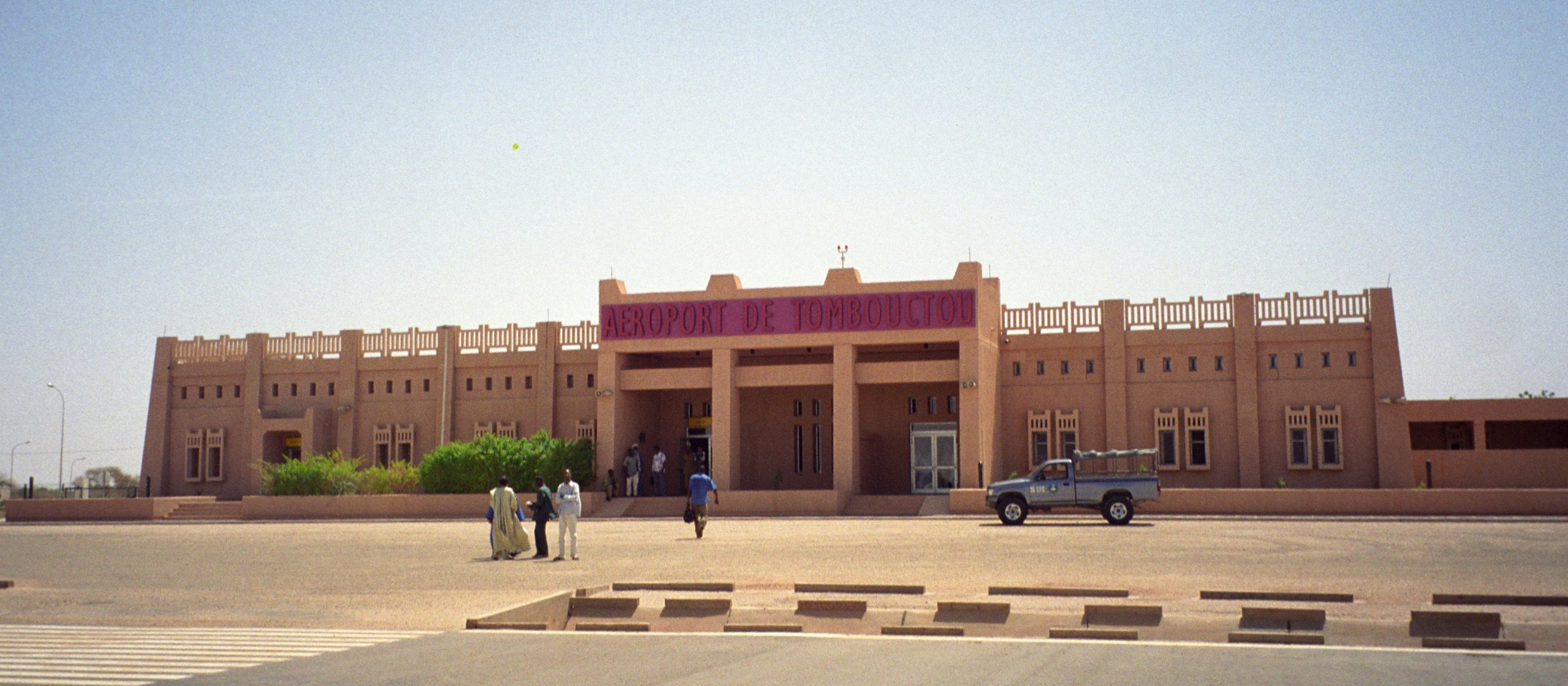
Flughafen Timbuktu

Timbuktu ist seit Jahrhunderten ein Zentrum des Transsaharahandels, und Ende des 19. Jahrhunderts passierten hier jährlich etwa 400 Karawanen mit 140.000 Kamelen und rund 22.400 Tonnen Lasten. Dennoch bereitet es immer noch Schwierigkeiten, den Ort zu erreichen. Die Schifffahrt ist nur möglich, wenn der Wasserstand es erlaubt. Die Straßen durch die Savanne vom Süden aus versanden schnell und sind zeitweise unpassierbar. Von Norden her, durch die Wüste, ist der Weg zwei Gruppen von Reisenden vorbehalten: den selten gewordenen Salzkarawanen der Tuareg (vor allem aus Taoudenni) und den modernen Abenteurern, die auf den Spuren der Wüstenromantik sind. Der Flughafen Timbuktu (IATA-Flughafencode: TOM) wird regelmäßig von der Hauptstadt Bamako aus angeflogen.

### Klima
Das Klima ist wüstenhaft, es weht stets ein trockenheißer Wind (Harmattan) aus der Sahara. An spärlicher Vegetation finden sich hier Dornenbüsche, Tamarisken, Akazien und Ginster. Der afrikanische Affenbrotbaum (Baobab) und Palmen sowie eine Reihe von Nutzbäumen wachsen hier.
Die durchschnittliche Jahrestemperatur liegt bei 28 °C, wobei die Monate Mai und Juni mit etwa 34 °C am heißesten sind. Als durchschnittliche jährliche Niederschlagsmenge wurden 170 mm gemessen. Juli und August sind mit etwa 56–66 mm die feuchtesten Monate. Die Regengüsse können sintflutartig auftreten und große Schäden an den aus Lehm erbauten Wohnhäusern und Moscheen verursachen. Im Jahre 1771 stürzte die al-Hana-Moschee bei einem solchen Unwetter ein und begrub 40 Menschen unter sich.
|                       | Jan  | Feb  | Mär  | Apr  | Mai  | Jun  | Jul  | Aug  | Sep  | Okt  | Nov  | Dez  |   |      |
| Mittl. Tagesmax. (°C) | 29,6 | 32,9 | 36,3 | 39,4 | 42,0 | 41,4 | 38,5 | 36,7 | 38,2 | 38,7 | 34,6 | 29,9 | ⌀ | 36,5 |
| Mittl. Tagesmin. (°C) | 12,6 | 14,9 | 18,4 | 22,4 | 25,8 | 27,3 | 25,9 | 24,9 | 24,7 | 22,3 | 17,2 | 13,2 | ⌀ | 20,8 |
|                       |      |      |      |      |      |      |      |      |      |      |      |      |   |      |
| Niederschlag (mm)     | 0    | 0    | 0    | 1    | 4    | 15   | 45   | 64   | 27   | 2    | 1    | 0    | Σ | 159  |
|                       |      |      |      |      |      |      |      |      |      |      |      |      |   |      |
| Sonnenstunden (h/d)   | 8,55 | 8,8  | 8,7  | 8,5  | 8,9  | 7,8  | 8,0  | 8,2  | 8,3  | 8,8  | 9,1  | 8,3  | ⌀ | 8,5  |
|                       |      |      |      |      |      |      |      |      |      |      |      |      |   |      |
| Regentage (d)         | 0    | 0    | 0    | 0    | 1    | 2    | 5    | 6    | 4    | 0    | 0    | 0    | Σ | 18   |
|                       |      |      |      |      |      |      |      |      |      |      |      |      |   |      |
| Luftfeuchtigkeit (%)  | 27   | 22   | 21   | 20   | 24   | 37   | 49   | 60   | 52   | 32   | 27   | 29   | ⌀ | 33,4 |

| 12,6 |

| 14,9 |

| 18,4 |

| 22,4 |

| 25,8 |

| 27,3 |

| 25,9 |

| 24,9 |

| 24,7 |

| 22,3 |

| 17,2 |

| 13,2 |

| 12,6 |

| 14,9 |

| 18,4 |

| 22,4 |

| 25,8 |

| 27,3 |

| 25,9 |

| 24,9 |

| 24,7 |

| 22,3 |

| 17,2 |

| 13,2 |

## Bevölkerung

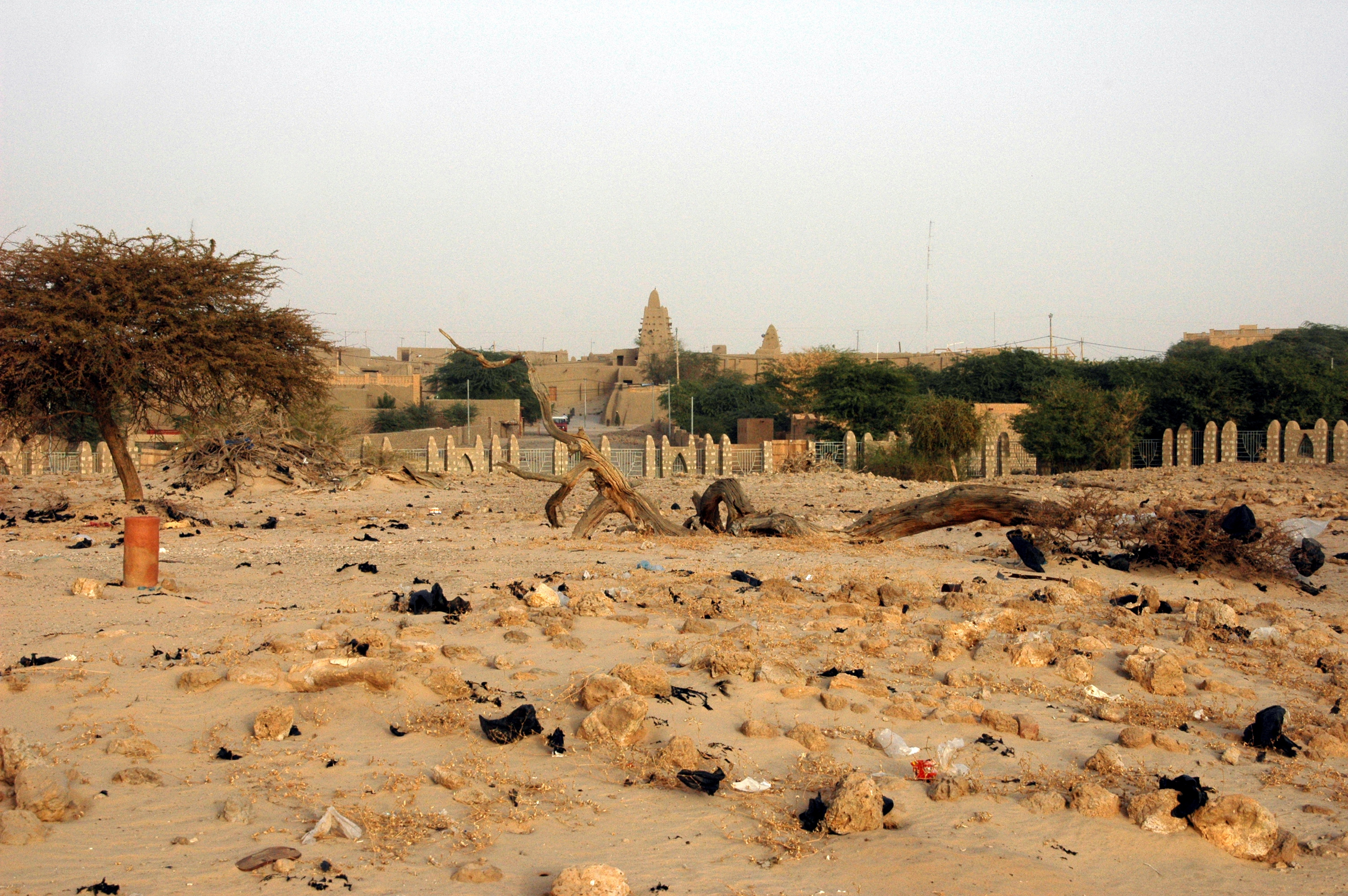
Friedhof von Timbuktu

Durch die bewegte Geschichte und die Lage am Schnittpunkt großer Handelsstraßen setzt sich die Bevölkerung Timbuktus aus den Angehörigen verschiedener Volksgruppen zusammen. Darunter finden sich Berber, Mauren, Songhai, Mandinka und die Bambara. Zum Teil bewohnen sie ihre eigenen Viertel; in der Stadt und deren Umgebung werden eher Vertreter der Tuareg mit ihren Kamelen und die Fulbe mit ihren Viehherden angetroffen. Die Bozo leben als Fischer am Niger.
Am Nigerufer leben die Bella, dunkelhäutige Fischer und Kleinbauern, die möglicherweise Nachkommen der ursprünglichen Bevölkerung des Gebietes sind und im frühen Mittelalter von den Tuareg in ein Abhängigkeitsverhältnis gezwungen wurden. Die Überlieferung um die Gründung von Timbuktu und die Sklavin Buktu könnte als ein Nachklang dieser Entwicklung verstanden werden (siehe oben „Etymologie“). Bis vor etwa 50 Jahren wurden sie von den Tuareg als eine Art Sklaven ausgebeutet, wobei die einzelnen Bella-Familien keinem individuellen „Besitzer“ unterstanden, sondern kollektiv als Unfreie für die Tuareg, vornehmlich der Konföderation der Kel Antessar, arbeiten und Tribut abliefern mussten. Seit der Unabhängigkeit Malis sind sie offiziell frei, fühlen sich traditionell der Gesellschaftsordnung der Tuareg zugehörig und sprechen meistens die Sprache ihrer einstigen Herren, das Tamascheq.
Verkehrssprache ist das Französische. Unter der Bevölkerung des Gebietes von Timbuktu wird überwiegend die Sprache Songhai, mit dem Dialekt Koyra Chiini gesprochen. Daneben sprechen ein Zehntel Tamascheq oder den maurischen Dialekt des Arabischen.

## Traditionelle Architektur

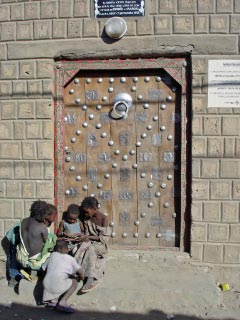
Straßenszene am völlig restaurierten Caillié-Haus

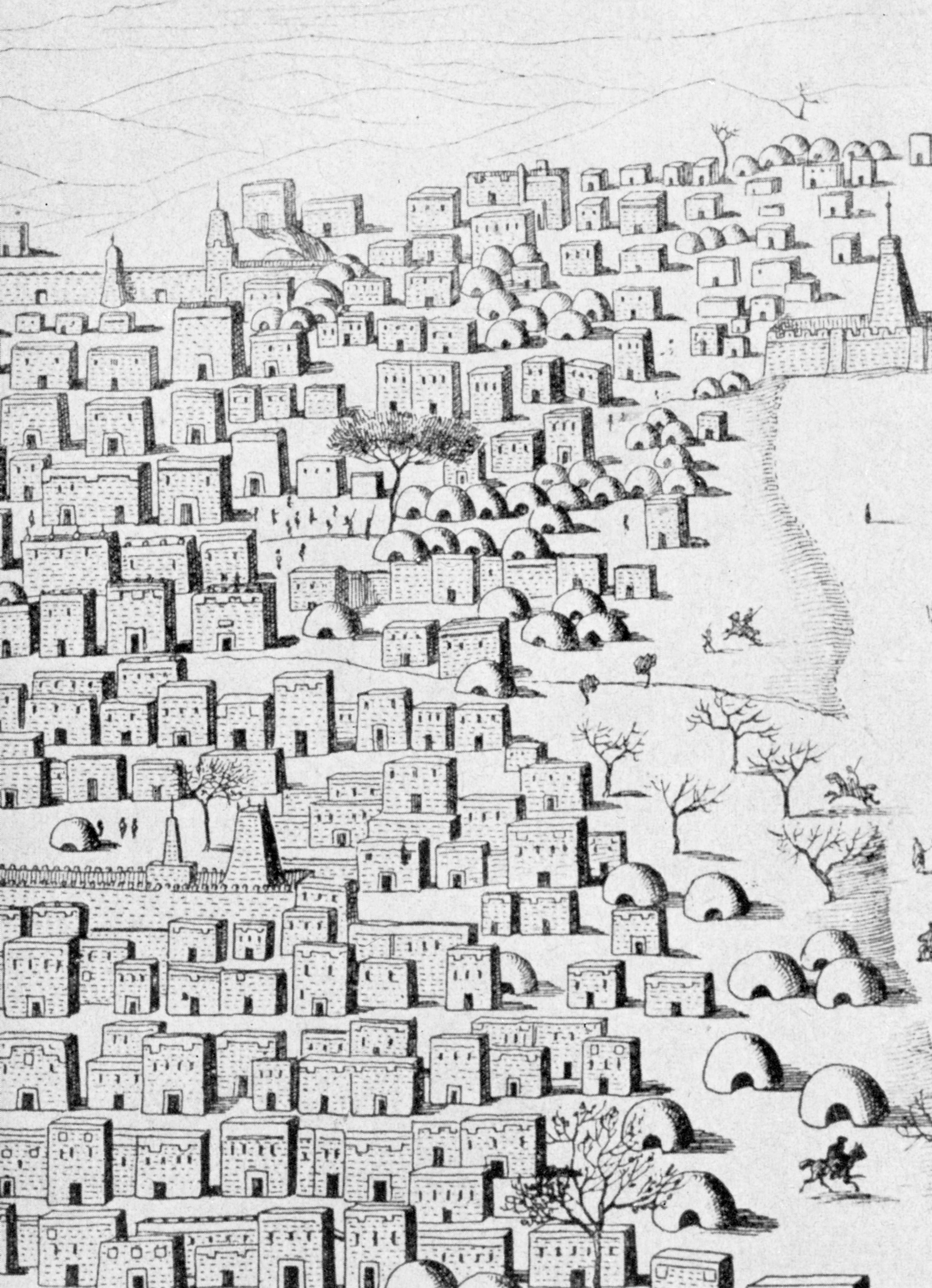
Skizze von Timbuktu von René Caillié (um 1830)

Die ursprüngliche Bauweise in Timbuktu war durch den Mangel an Steinen bedingt. Daher wurde überwiegend mit Lehm gebaut. Die älteren Berichte sprechen von bienenkorbähnlichen Rundbauten, in denen überwiegend die ärmere Bevölkerung lebte. Die von René Caillié 1828 angefertigte Ansicht von Timbuktu zeigt noch zahlreiche Häuser dieser Art.
Spätestens im 15. Jahrhundert setzte sich ein aufwändigerer Baustil durch, der vor allem die Häuser der Oberschicht (Verwaltungsbeamte, Kaufleute und Gelehrte) prägte. Besonders deutlich wird diese Form der Lehmarchitektur, der als „sudanesischer Stil“ bekannt geworden ist, an den Lehmmoscheen mit ihren sich nach oben verjüngenden Türmen. Das Grundgerüst bildeten Konstruktionen aus Holz, die mit Lehm verkleidet wurden. Auf diese Weise ließen sich zweistöckige Gebäude errichten, in denen das Untergeschoss als Koranschule, Lager- und Verkaufsraum oder Werkstatt genutzt wurde, während das obere, meistens luftig gestaltete Stockwerk als Wohnbereich diente. Hier befanden sich in den Häusern der Gelehrten auch die privaten Bibliotheken. Das Bauen mit einem nur bedingt soliden Material führte jedoch bei heftigen Regenfällen zu massiven Bauschäden oder Einstürzen. Nach jeder Regenzeit mussten die Wände nachgearbeitet werden und oft wurden Häuser, bei denen sich die Reparatur nicht mehr lohnte, einfach aufgegeben. (Siehe dazu z. B. die Abb. „Straße in Timbuktu“ unten.)
Neben der traditionellen Lehmarchitektur finden sich in Timbuktu mehrstöckige Wohnhäuser aus neogenem Kalkstein, die ihr Vorbild in Marokko und Mauretanien haben. Der Stil wurde vermutlich Ende des 16. Jahrhunderts von den Söldnern Djuder Paschas an den Niger gebracht. Die Fassaden sind vertikal mit Pilastern gegliedert und nach marokkanischem Vorbild mit „andalusischen“ Fenstern und massiven Holztüren geziert. Die Fenster waren ursprünglich nicht verglast, sondern durch filigrane Holzgitter verblendet. Die Türen zeichnen sich durch kunstvolle Eisenblechbeschläge und geometrische Muster aus großen Eisennägeln aus, die ihr Vorbild im einstigen al-Andalus, dem zwischen 711 und 1492 muslimisch beherrschten Teil Spaniens, haben.

## Geschichte

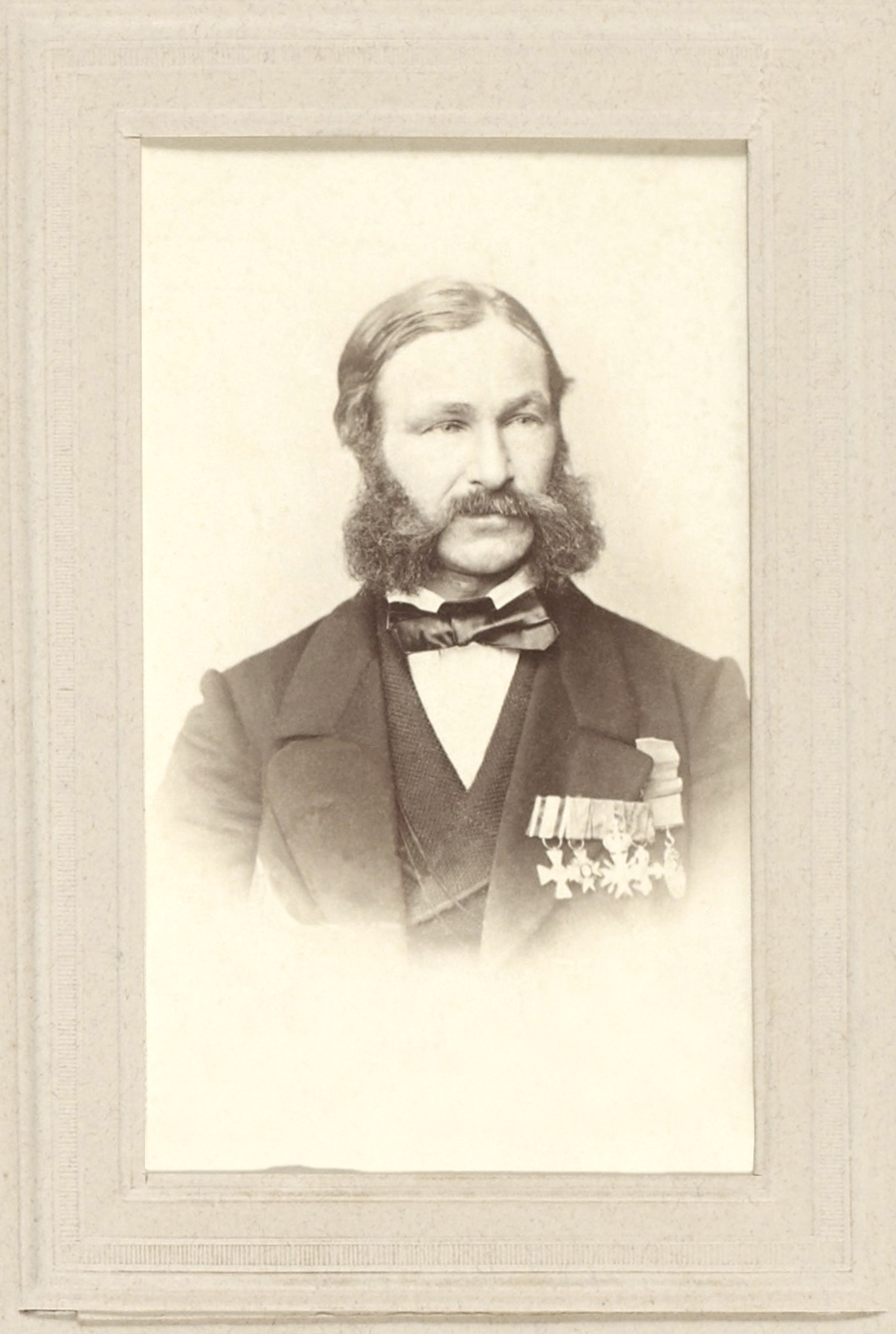
Heinrich Barth (1821–1865), besuchte Timbuktu von Herbst 1853 bis Frühjahr 1854 und untersuchte als erster Europäer die Geschichte der Stadt

### Gründung und Frühzeit
Timbuktu wurde nach Auskunft der erst viel später, im 17. Jahrhundert entstandenen Chroniken von Timbuktu (Tarikh as-Sudan und Tarikh al-Fettach) vor dem Jahr 1100 n. Chr. von nomadisierenden Massufa-Tuareg an einer Wasserstelle in der Nähe des Nigerbogens gegründet. Vermutlich gehen die Ursprünge aber bis ins 9. oder 10. Jahrhundert zurück und wahrscheinlich müssen schwarzafrikanische Songhai als Gründer des Ortes angesehen werden. Nach neuen archäologischen Forschungen von Douglas Park, Yale University, gab es jedoch die bereits um 500 v. Chr. gegründete Vorläuferstadt Tombouze, deren Ruinen sich knapp 10 km südlich der heutigen Stadt befinden. Nach der ersten Jahrtausendwende unserer Zeitrechnung entwickelte sich der Ort rasch zu einer florierenden Handelsniederlassung an der wichtigen Karawanenstraße von Ägypten über Gao nach Koumbi Saleh im westafrikanischen Reich Ghana. Über die Händler aus Südalgerien wurde vermutlich der Islam am Niger verbreitet. Anfangs hatte Timbuktu bei weitem noch nicht die Bedeutung als Knotenpunkt der Handelsstraßen und als Stätte muslimischer Bildung, wie dies heute verschiedentlich in Büchern und Internetartikeln behauptet wird. Der wirtschaftliche Aufschwung und die damit verbundene kulturelle Blüte der Stadt fallen erst in das 14. und 15. Jahrhundert. Es scheint, dass das frühe Timbuktu in Konkurrenz mit einer anderen, etwa 25 km weiter östlich gelegenen Handelsniederlassung namens Ţirraqqā stand, nach Aussagen arabischer Geografen dem westlichsten Außenposten des Ghana-Reiches. Mit dem Niedergang Ghanas wandten sich die Händler offenbar Timbuktu zu, das durch seine unmittelbare Nähe zum Niger die besseren Möglichkeiten für den Warenumschlag bot.

### Die Zeit der großen westafrikanischen Reiche

#### Eingliederung in das Reich Mali
Die Stadt gehörte ab dem 13. Jahrhundert oder frühen 14. Jahrhundert zum Malireich. Ob die Eingliederung durch offene Eroberung stattfand oder sich die Stadt – auch zum Schutz gegen die Tuareg im Norden und die Mossi im Süden – in ein Abhängigkeitsverhältnis zu Mali begab, ist nicht geklärt. Doch selbst die Oberhoheit Malis konnte einen verheerenden Überfall der Mossi im Jahre 1328 nicht verhindern. Der Angriff lässt den Schluss zu, dass sich Timbuktu zu diesem Zeitpunkt bereits als Zentrum des Salz- und Goldhandels etabliert hatte. Die Stadt hatte zu dieser Zeit etwa 10.000 bis 15.000 Einwohner.

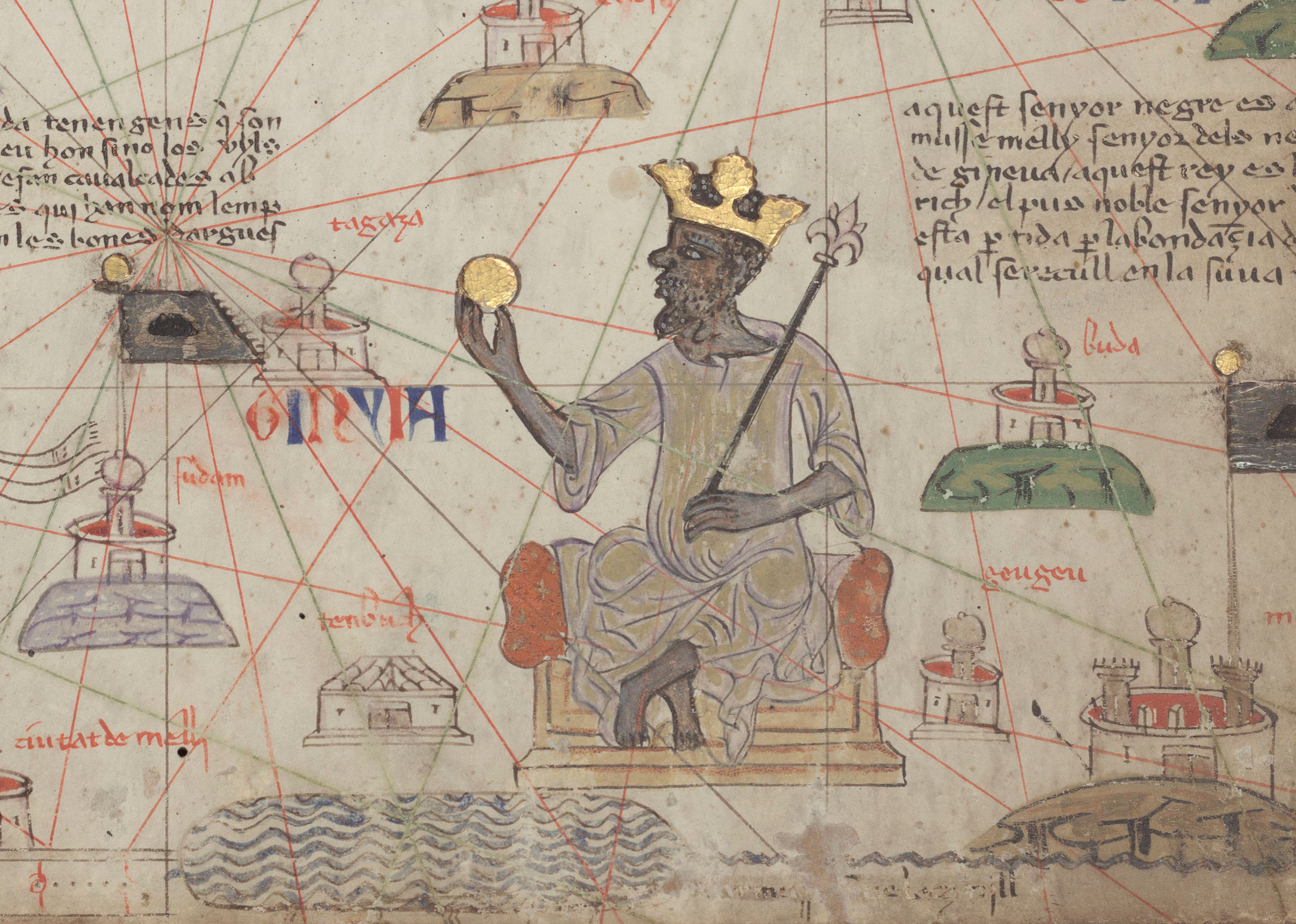
Der Herrscher Mansa Musa von Mali (Katalanischer Weltatlas, 1375)

Schon zu dieser Zeit war die Stadt in Südeuropa bekannt, denn sie erschien bereits Mitte des 14. Jahrhunderts auf den katalanischen beziehungsweise mallorquinischen Portolankarten als „Ciutat de Melli“, als Residenzstadt des Königs von Melli. Auf der berühmten Karte des Abraham Cresques aus dem Jahre 1375 ist der sagenhafte König mit einem Goldklumpen abgebildet. Damit war Mansa Musa, der schwarze Sultan von Mali gemeint, der 1324 seine legendäre Pilgerfahrt nach Mekka absolvierte. Von dieser Wallfahrt, auf der er von angeblich 60.000 Bediensteten begleitet worden war, wird berichtet, dass er zwei Tonnen Gold mit sich geführt und großzügig in Ägypten verteilt haben soll. Diese Berichte trugen zur Bildung von Legenden über eine angeblich maßlos reiche Stadt bei. Nach seiner Rückkehr aus Mekka beauftragte Mansa Musa einen muslimischen Architekten aus Andalusien, der ihn bei seiner Rückkehr begleitete, mit dem Bau der Lehmmoscheen von Djinger-ber-Moschee und einer Residenz.
Die Europäer hatten zahlreiche Berichte nordafrikanischer Händler und Karawanenführer erhalten. Außerdem lagen schriftliche Aufzeichnungen von Reisenden vor, welche die Phantasien in Europa anregten. Der in Tanger geborene Marokkaner Ibn Battūta (1304–1368) machte im 14. Jahrhundert eine ausgedehnte Reise durch zahlreiche islamisch geprägte Länder. Die Reise, die ihn über Ostafrika bis nach Indien brachte, führte ihn 1352 auch nach Timbuktu. Er bestätigt, dass der Islam dort die altafrikanischen Glaubensvorstellungen restlos ersetzt hatte, konnte aber kein Verständnis dafür aufbringen, dass die Frauen dort „nackt“, also unverschleiert, auf die Straße gingen. Insgesamt weiß der Besucher aus Marokko jedoch nicht viel von Bedeutung über die Stadt zu berichten. Offenbar waren Walata und Gao zu dieser Zeit weitaus bedeutender, sowohl in wirtschaftlicher Hinsicht als in Bezug auf den Entwicklungsstand der Bildung.

#### Zugehörigkeit zum Reich der Songhai
Die Glanzzeit erlebte Timbuktu im 15. und 16. Jahrhundert nach dem Niedergang der maurischen Handelsmetropole Walata. Die Karawanenmetropole am Niger war damals die größte Stadt der Region und hatte geschätzte 15.000 bis 25.000 Einwohner. Zu bestimmten Jahreszeiten, wenn etwa die Salzkarawanen aus dem Norden und die Aufkäufer aus dem Süden und Westen kamen, konnte sich die Zahl der Menschen kurzfristig verdoppeln. Die zuweilen in der populärwissenschaftlichen Literatur angeführten Zahlen von bis zu 100.000 oder gar 200.000 Bewohnern sind reine Spekulation, denn das Umland von Timbuktu hätte selbst zu Zeiten, als die Wüstenbildung noch nicht so weit wie heute vorangeschritten war, keinesfalls eine so große Menschenzahl ernähren können.

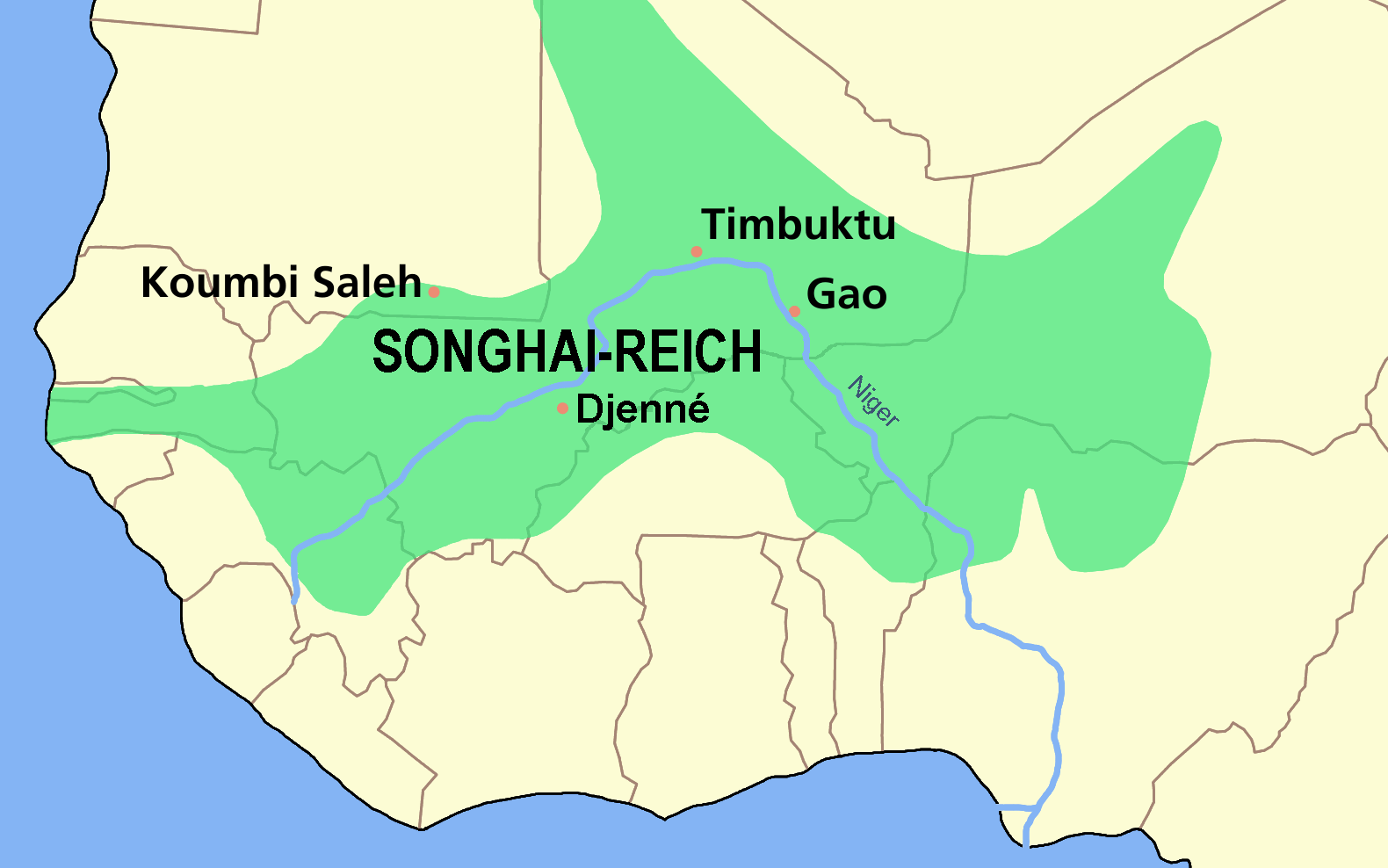
Songhai-Reich in seiner mutmaßlichen Ausdehnung

Die Stadt gehörte in diesem Zeitraum zu dem Reich der Songhai und galt als reiche Stadt. Der Songhai-Herrscher Sonni Ali hatte Timbuktu 1468 erobert und einen Teil der muslimischen Intellektuellen hinrichten lassen, weil sie loyal zum Mali-Reich und zu den Massufa-Tuareg, mit denen sie verwandt waren, standen. Die Stadt wurde von einem Statthalter (tinbuktu-koi) verwaltet, wobei dieser Gouverneur von ausländischen Reisenden mehrfach für den Beherrscher des gesamten Reiches gehalten wurde.
Hauptquelle des Reichtums war der Handel mit Salz und mit Sklaven. Timbuktu war der Hauptumschlagplatz für Sklaven und Eunuchen (aus dem Mossi-Land), die für Marokko und Ägypten bestimmt waren. Hinzu kam der Goldhandel, obwohl das Angebot im 16. Jahrhundert zurückging, nachdem die europäischen Seemächte ihre Handelsstützpunkte an der westafrikanischen Küste eingerichtet hatten (Schlagwort: „Die Karavelle ist der Tod der Karawane.“) Im Gegenzug gelangten aus dem Norden Metalle und Metallfertigprodukte, Pferde, Waffen, Seide, Schmuck, Literatur und Datteln nach Timbuktu. Getauscht wurden neben dem begehrten Gold noch Elfenbein, Moschus, Kolanüsse, Pfeffer, Gummi, Lederwaren sowie Hirse aus dem Süden Westafrikas. Darüber hinaus entwickelte sich Timbuktu als Mittelpunkt des islamischen Geisteslebens in Westafrika. An der Sankoré-Mosche existierte eine Madrasa, vergleichbar einer mittelalterlichen Universität, an der die arabische Sprache, Rhetorik, Astrologie, die Rechtsprechung und die Schriften des Korans gelehrt wurden. Daneben gab es 150 bis 180 Koranschulen, an denen häufig von einem einzigen Lehrer religiöse und juristische Themen unterrichtet wurden. Aus der Songhai-Epoche, die durch die marokkanische Eroberung im Jahre 1591 zu Ende ging, stammen die meisten Moscheen von Timbuktu. Als letzte wurde die aus dem 14. Jahrhundert stammende Sankoré-Moschee im Jahre 1581 (989 A. H.) restauriert und in ihrer heutigen Ausdehnung fertig gestellt.

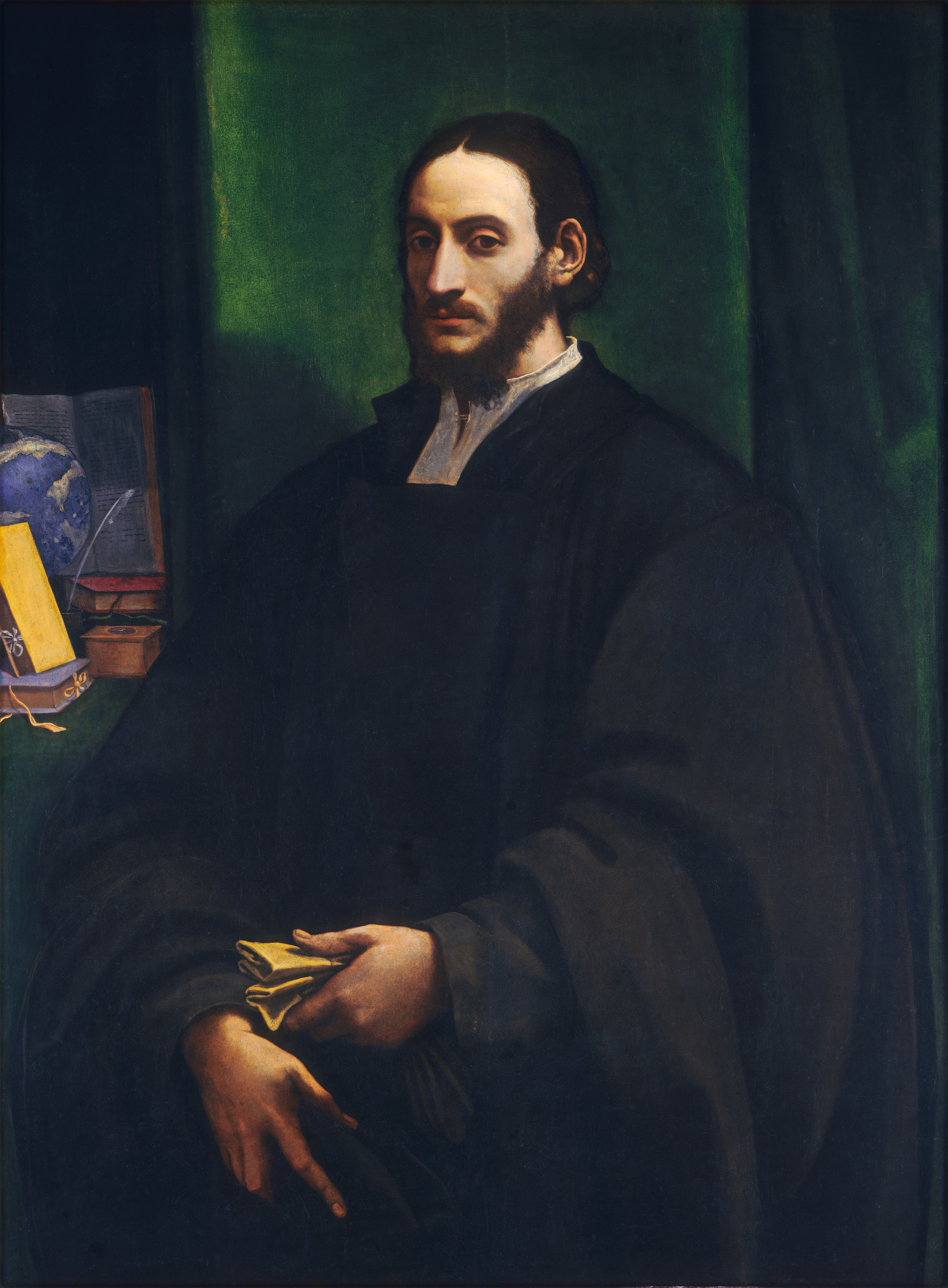
„Bildnis eines Humanisten“ von Sebastiano del Piombo (1485–1547) – möglicherweise das einzige Porträt von Leo Africanus

Eine der wichtigsten Quellen ist der Reisebericht des in Granada geborenen und von dort nach Nordafrika vertriebenen Leo Africanus (1485–1556?). Er reiste im Auftrag des marokkanischen Sultans durch Nordafrika und kam nach eigenen Angaben zwischen 1510 und 1512 in die Stadt am Niger. Ob er tatsächlich in Timbuktu war, ist umstritten, da beispielsweise seine Angaben über die Richtung, in welche der Niger fließt, völlig falsch sind. Als er später durch Gefangenschaft nach Italien gelangte, beschrieb er den Sudan und speziell Timbuktu für europäische Leser. Sein ursprünglich nicht für den Druck vorgesehenes Manuskript wurde 1550 in Venedig publiziert, jedoch hatte der Herausgeber Ramusio die Daten durch phantasiereiche Übertreibungen ergänzt und zementierte damit den Mythos von der unermesslich reichen Stadt in Afrika. Vor allem die Zahlen, die den Goldhandel betrafen, waren offenbar bewusst verfälscht worden, um den Absatz des Buches zu steigern.

### Timbuktu in der frühen Neuzeit
Die Motive für die Eroberung von Timbuktu durch die Truppen des marokkanischen Sultans Mulai Ahmad al-Mansur (1578–1603) sind vielfältig. Zum einen war der Sultan daran interessiert, den Goldhandel, der sich immer stärker hin zu den von Europäern kontrollierten Handelszentren an der westafrikanischen Küste (Senegal und Goldküste) orientierte, wieder nach Nordafrika umzuleiten. Zum anderen sah der Sultan aus der Dynastie der Saadier, die für sich den Status von Scherifen, also von Nachkommen des Propheten Mohammed, in Anspruch nahmen, im Osmanischen Reich, das sich bis nach Algerien ausgedehnt hatte, einen gefährlichen Rivalen, denn der osmanische Sultan betrachtete sich als Beherrscher aller gläubigen Muslime. Es scheint aber auch, dass al-Mansur in seiner aus spanischen Renegaten bestehenden Elitetruppe eine Gefahr für seine eigene Stellung sah. Deshalb entsandte er eine etwa 4000 Mann starke Truppe, die als „Arma“ (spanisch: „Waffe“) bezeichnet wurde und über moderne Feuerwaffen verfügte. Das Heer stand unter dem Kommando des auf Mallorca geborenen Djuder Pascha, der als Sklave nach Marokko gekommen war und als Eunuch am Hofe al-Mansurs rasch Karriere gemacht hatte. Der dreimonatige Marsch durch die Westsahara war verlustreich, obwohl die Armee über die seinerzeit besten Orientierungshilfen, z. B. Kompass und Sextant, verfügte.

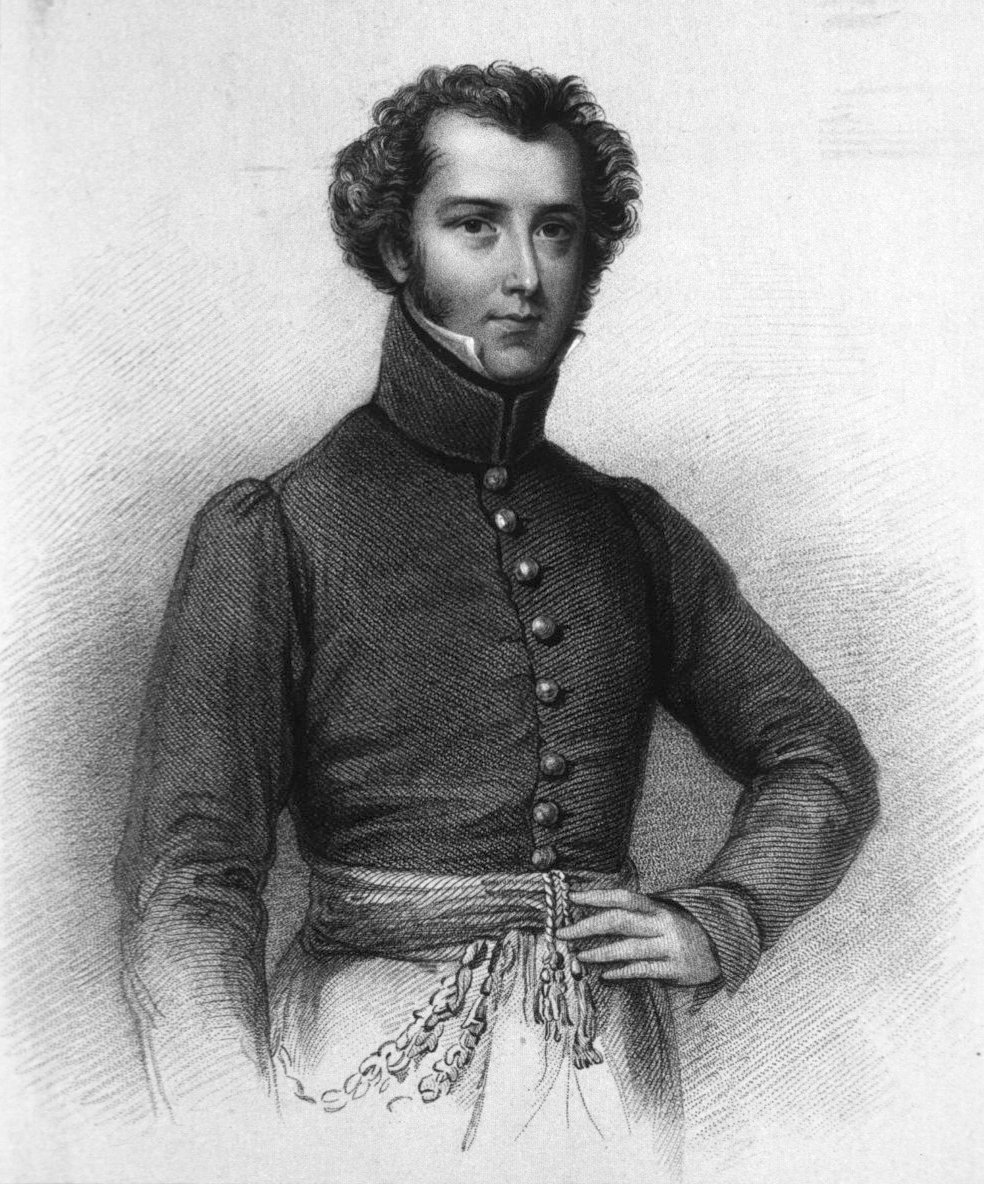
Alexander Gordon Laing

Der Überlieferung nach wurde das Songhai-Reich am letzten Tag des Jahres 999, beziehungsweise nach muslimischer Zeitrechnung am ersten Tag des Jahres 1000, (Mitte Oktober 1591 n. Chr.) besiegt. Die Marokkaner richteten zuerst in Gao, anschließend in Timbuktu Garnisonen ein, konnten sich nicht dauerhaft gegen Attacken der Tuareg und der südlich des Nigerknies siedelnden Völker, darunter die Bambara, halten und konzentrierten ihre Aktivitäten auf das unmittelbare Umland der Städte. Den letzten marokkanischen Pascha Uthman Ibn Abi Bakr, der 1828 Timbuktu aufgeben musste, lernte der britische Forschungsreisende Alexander Gordon Laing noch kennen. Die Stadt, die selbst nie Hauptstadt eines der westafrikanischen Reiche war, konnte nie mehr ihre alte Blüte entfalten und verlor an Bedeutung. Hinzu kam, dass der atlantische Handel gegenüber dem Transsaharahandel an Bedeutung deutlich gewonnen hatte. Das westafrikanische Gold wurde nicht mehr durch die Sahara transportiert, sondern gelangte an die Atlantikküste, weswegen der heutige Staat Ghana bis zu seiner Unabhängigkeit von Großbritannien im Jahre 1957 „Goldküste“ hieß.
Im 17. und 18. Jahrhundert erlangten die Arma eine fast autonome Stellung in Timbuktu, das viel zu weit von Marokko entfernt war, als dass der Sultan eine effektive Herrschaft dort hätte ausüben können. Die aus den Reihen der Söldner und ihrer Nachkommen stammenden Paschas wurden lediglich in ihrem Amt bestätigt und zahlten einen – oft nur symbolischen – Tribut an den marokkanischen Herrscher. Timbuktu verfügte über keine nennenswerten Schutzanlagen wie Mauerring oder befestigte Tore, und so wurden vor allem die Außenbezirke der Stadt, in denen die weniger begüterten Bewohner, oft nur in Zelten oder Hütten aus Strohmatten, lebten, Ziel von Angriffen der Tuareg aus dem Hinterland. Die Vorherrschaft der Arma im Umland von Timbuktu endete 1737 mit der Niederlage gegen die Tuareg in der Schlacht von Toya (20 km entfernt von Timbuktu). Im Jahre 1771 drangen die Nomaden bis in das Stadtviertel Sankoré ein, so dass die Bewohner gezwungen waren, in der Moschee Zuflucht zu suchen. Die Macht der Arma beschränkte sich nur noch auf das Stadtgebiet. Auch die Bambara, die weiter westlich am Mittellauf des Niger ein Reich errichtet hatten, versuchten Timbuktu unter ihre Kontrolle zu bringen, obwohl die Stadt ihre wirtschaftliche Bedeutung längst verloren hatte.

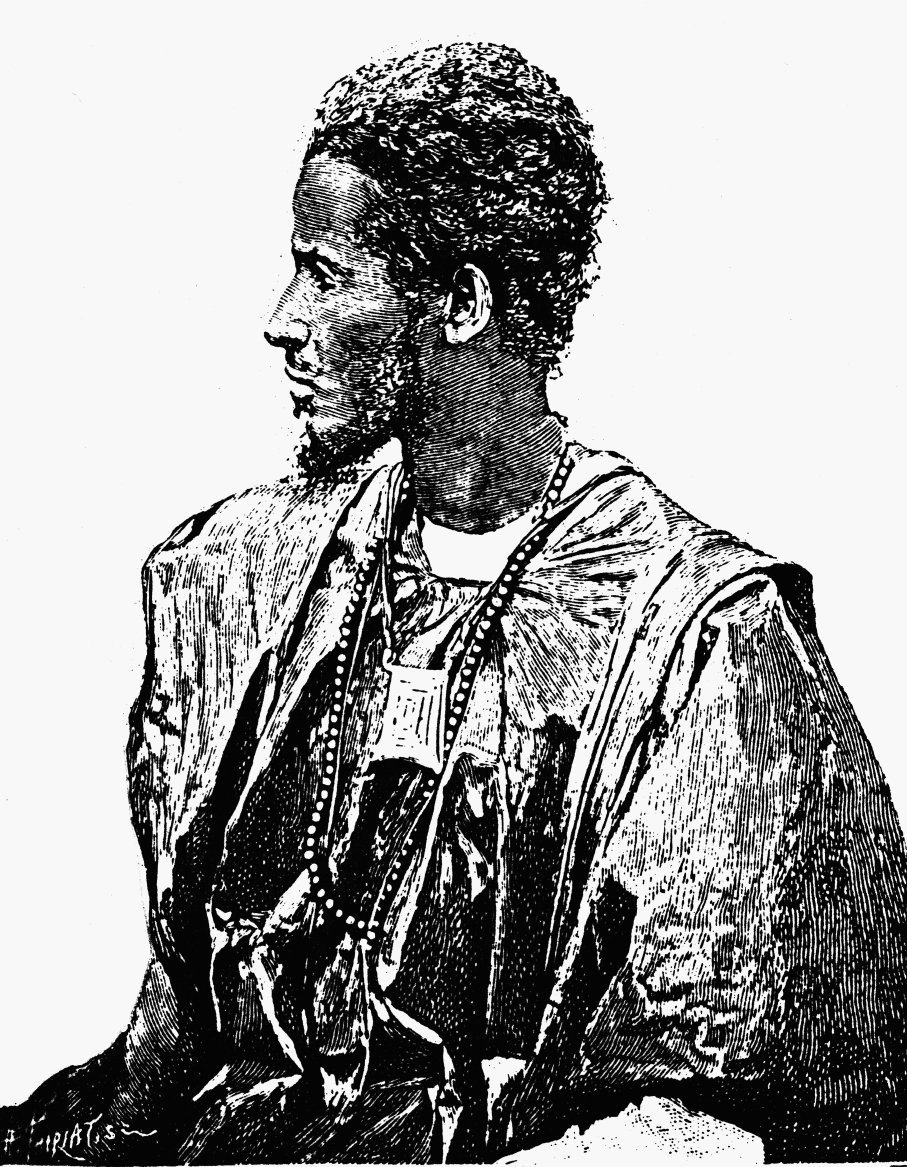
Korangelehrter aus dem Volk der Kunta (um 1890)

Zwischen 1823 und 1862 stand die Stadt unter der Oberhoheit des Fulbe-Kalifats von Massina, jedoch lag die eigentliche Autorität in der Hand des Kunta-Clans der al-Baqqai, die im 19. Jahrhundert als die bedeutendsten Korangelehrten im westlichen Sudan galten. Der Scheikh Sidi Ahmad al-Baqqai handelte 1844 einen Vertrag mit den Fulbe aus, nachdem diese die lebensnotwendigen Nahrungsmittellieferungen aus dem Nigerbinnendelta nach Timbuktu unterbrochen hatten. Der Vertrag sah vor, dass Timbuktu von den Fulbe nicht militärisch besetzt wurde. Die inneren Angelegenheiten der Stadt sollten von der Songhai-Elite unter Leitung des Qadi, des Obersten Richters, geregelt werden, während der Kalif von Massina nur durch einen Steuereinnehmer vertreten war. Tatsächlich aber war der Scheikh angesichts seines Ansehens und seiner spirituellen Autorität der eigentlich starke Mann in Timbuktu, der es sich leisten konnte, dem Oberherrn in Massina die Auslieferung des Christen Heinrich Barth zu verweigern und dem Kalifen in einer fatwa massive Verstöße gegen die Gesetze des Islam vorzuwerfen.
Angesichts der Bedrohung durch den Dschihad des Fulbe-Predigers Hadsch Umar sah sich al-Baqqai ab 1860 gezwungen, Verbündete zu finden. Zuerst nahm er Kontakte mit den Franzosen am Senegal auf, erkannte aber, dass er von dort keine militärische Hilfe erwarten konnte. So suchte er die Annäherung an das Kalifat von Massina, konnte nicht verhindern, dass dieses 1862 von den Truppen Umars erobert wurde. Timbuktu geriet unter die Kontrolle der religiösen Fundamentalisten. Zwei Jahre später sammelte al-Baqqai eine aus Fulbe, Kunta-Mauren und Tuareg bestehenden Armee, die Timbuktu befreite und die Anhänger Umars aus Massina vertrieb. Nach dem Tod al-Baqqais im Jahre 1865 gewannen die Tuareg wieder die Macht über die Handelsstadt, was den endgültigen wirtschaftlichen Niedergang der Stadt zur Folge hatte. Erst die Eroberung durch die Franzosen in den Jahren 1893–1894 beendete die Herrschaft der Wüstennomaden.

### Der Wettlauf nach Timbuktu

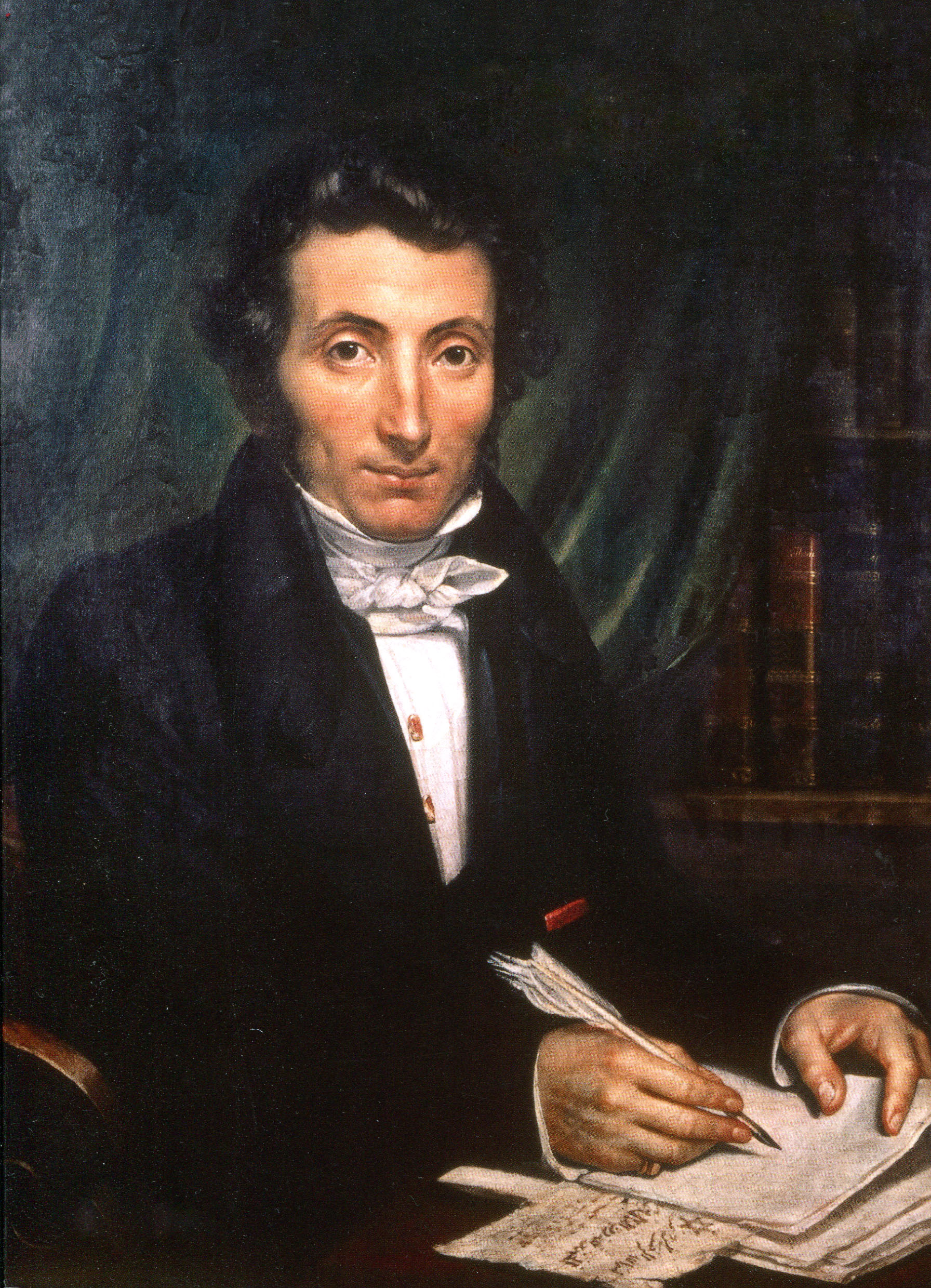
René Caillié, französischer Afrikaforscher (1799–1838)

Inwieweit vor 1800 Europäer nach Timbuktu gekommen sind, ist noch der Spekulation überlassen. Gewisse Zeugnisse aus dem Mittelalter deuten darauf hin, dass der Italiener Benedetto Dei im 15. Jahrhundert an den Niger kam, aber wirkliche Beweise gibt es nicht. Die Reise des Franzosen Anselm d’Ysalguier, der zwischen 1402 und 1410 in Gao und möglicherweise auch in Timbuktu gelebt haben soll, könnte ein Phantasieprodukt aus späterer Zeit sein. Ebenso ist davon auszugehen, dass der amerikanische Seemann Robert Adams, der 1816 ein Buch über seine Erlebnisse verfasste, während seiner Zeit als Gefangener der Mauren nicht in Timbuktu war, sondern lediglich Schilderungen von maurischen Kaufleuten auswertete und sie als Augenzeugenbericht ausgab.

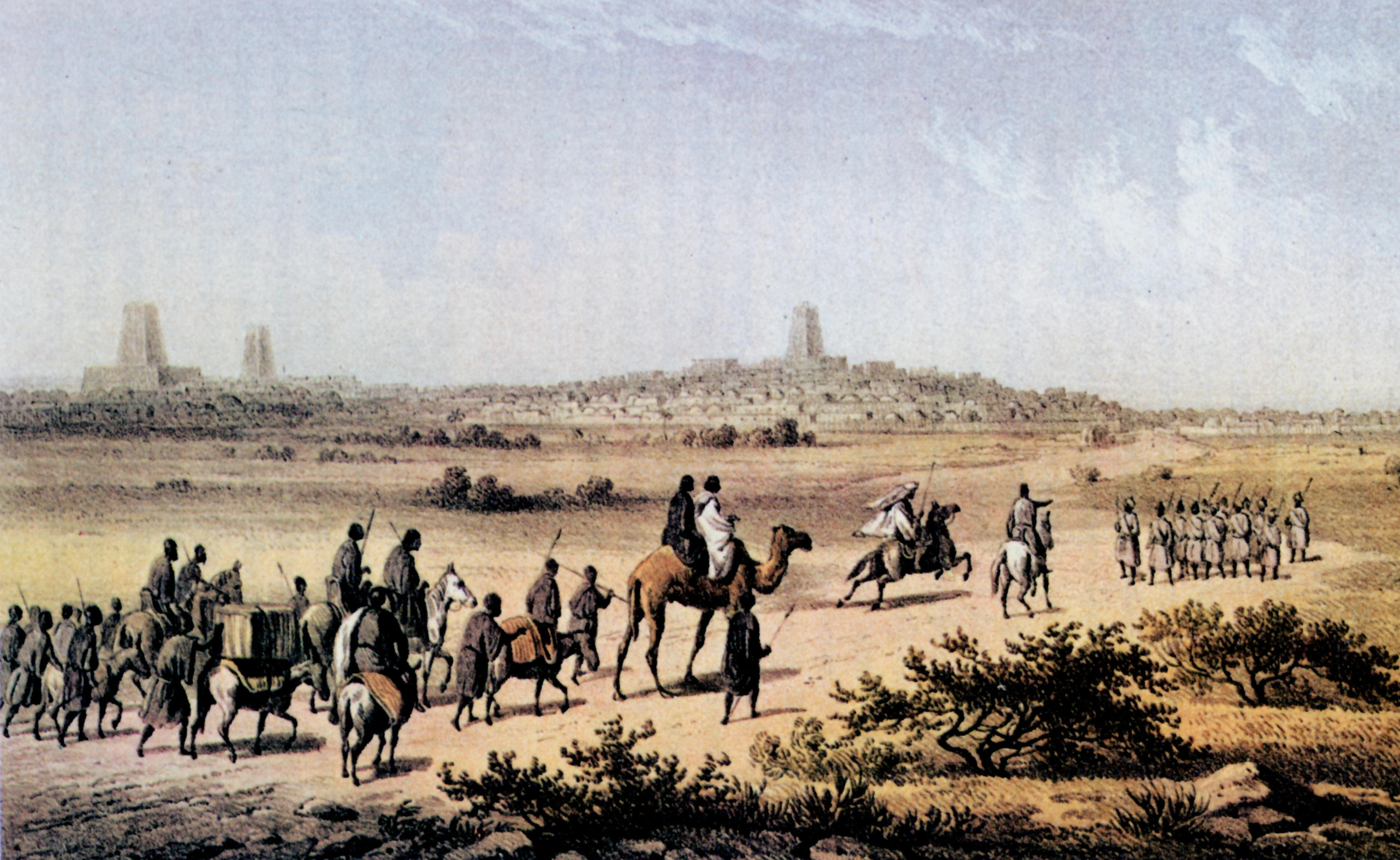
Heinrich Barth nähert sich Timbuktu, 7. Sept. 1853

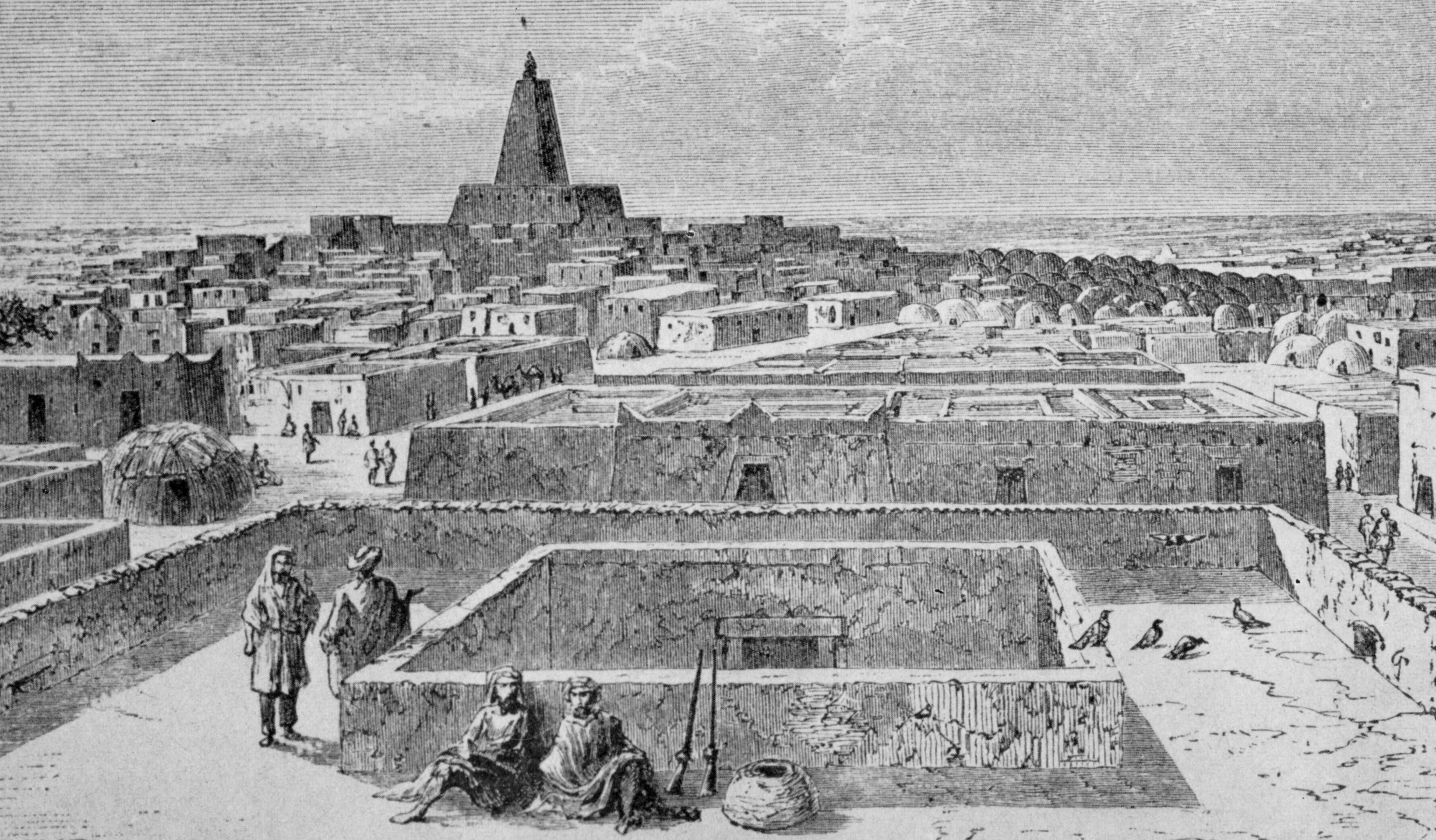
Blick über Timbuktu vom Haus des Scheikh al-Baqqai (nach Barth, um 1853)

Der Schotte und britische Offizier Alexander Gordon Laing war der erste Europäer, der 1826 nachweislich Timbuktu erreichte. Da er auf dem Rückweg von Mauren erschlagen wurde und seine Aufzeichnungen spurlos verschwanden, konnte erst René Caillié, der 1828 als Araber verkleidet nach Timbuktu reiste, in Europa von dieser Stadt berichten. Sein Bericht entsprach den alten Mythen und den lang gehegten Hoffnungen und Erwartungen der Europäer so wenig, dass es bis heute hartnäckige Zweifler gibt, vor allem in Großbritannien, die bestreiten, dass er überhaupt jemals in Timbuktu gewesen sei.
Allerdings wurden Cailliés Berichte fünfundzwanzig Jahre später durch den deutschen Afrikaforscher Heinrich Barth bestätigt. Barth hielt sich in britischem Auftrag von September 1853 bis April 1854 in Timbuktu auf. Er stand unter dem Schutz des obersten Korangelehrten der Stadt, Sidi Ahmad al-Baqqai, und handelte mit dem Scheich und den Führern der Tuareg einen Vertrag aus. In diesem verpflichtete sich Großbritannien, die Stadt und das Umland vor einem weiteren Zugriff durch die Franzosen zu schützen. Die Unterstützung durch Großbritannien hätte für die politische Führung in Timbuktu bedeutet, dass sie sich von der Oberhoheit der Fulbe hätte befreien können. Angesichts der zur selben Zeit erfolgenden Annäherung zwischen Franzosen und Briten wurde dieser Vertrag jedoch zur Enttäuschung al-Baqqais in London nicht ratifiziert.
Ein bedeutender Erfolg für die Wissenschaft war jedoch die Tatsache, dass Barth zahlreiche historische Schriften auswerten und damit die Geschichtlichkeit des afrikanischen Kontinents beweisen konnte. Sein Reisebericht wurde zur Grundlage aller späteren Forschungsarbeiten zur Geschichte des Landes am Niger und speziell von Timbuktu. Heute erinnert noch ein Haus an Barths Anwesenheit, obwohl es sich dabei nicht um das Gebäude handelt, in dem der Reisende wohnte, denn dieses stürzte, wie der Afrikaforscher Leo Frobenius schreibt, bereits im August 1908 bei einem Unwetter ein.

### Timbuktu im kolonialen Zeitalter

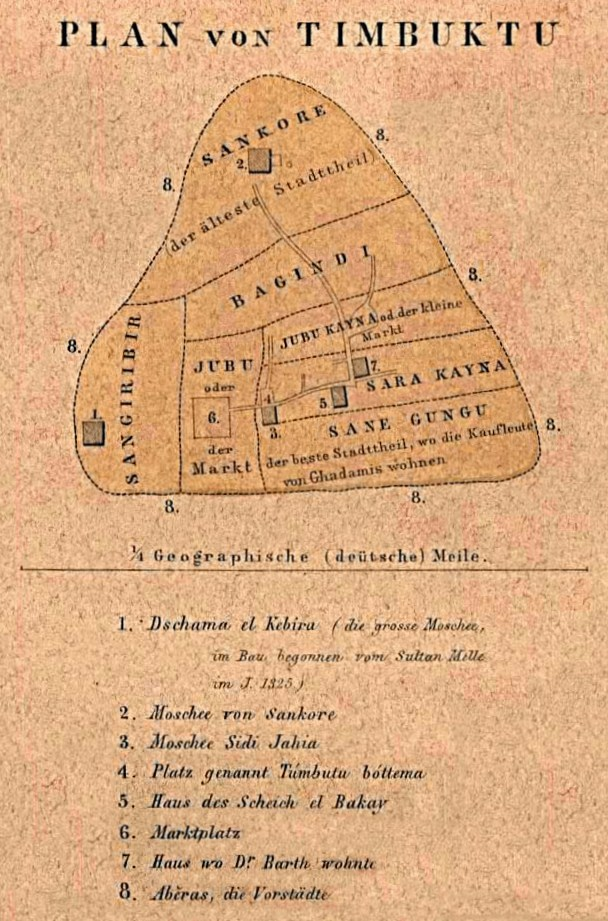
Historische Stadtgliederung von Timbuktu (1855)

Anfang 1894 wurde Timbuktu trotz des erbitterten Widerstandes der Tuareg und gegen den Willen der Regierung in Paris endgültig von französischen Kolonialtruppen unter dem Kommando des späteren Marschall Joseph Joffre besetzt und der Kolonie „Afrique Occidentale Française“, kurz „AOF“ (Französisch-Westafrika), einverleibt. Eine erste Militärkolonne unter dem Kommando des Obersten Bonnier, die trotz des Verbotes des neuen Zivilgouverneurs von Französisch-Westafrika nach Timbuktu marschiert war, geriet in einen Hinterhalt der Tuareg und wurde völlig vernichtet. Der Anführer des Überfalls war der Sohn eines Stammesoberhaupts, das 1854 den Vertrag mit Heinrich Barth unterzeichnet hatte, und er selbst hatte 1880 den Österreicher Oskar Lenz bei dessen Besuch in der Stadt als vermeintlichen Sohn Barths begrüßt.
Um die militärisch und politisch unsinnige Eroberung vor der Öffentlichkeit zu rechtfertigen, entsandte die kolonialfreundliche Presse den bekannten Journalisten Félix Dubois, der einen Reisebericht mit dem effekthaschenden Titel Tombouctou la Mystérieuse (Geheimnisvolles Timbuktu) verfasste. In dem Bestseller wurden die Verhältnisse im Sudan beschönigt und Frankreich wurde bescheinigt, dass mit der Besetzung der alten Handelsstädte Djenné, Mopti und Timbuktu – trotz der augenblicklichen Lage der Wirtschaft am Niger – eine großartige Zukunft bevorstehe, die der Kolonialmacht hier ein zweites Indien bescheren werde. Dubois hatte in Djenné und Timbuktu alte Manuskripte aufgekauft, die er der Nationalbibliothek in Paris überließ. Die wichtigsten Werke des frühen 17. Jahrhunderts, das Tarikh al-Fettach (Buch des Suchenden) und das Tarikh as-Sudan (Buch des Sudan), wurden von dem berühmten Orientalisten Maurice Delafosse bzw. Octave Houdas herausgegeben und übersetzt. Damit war es erstmals seit den Tagen von Heinrich Barth möglich, die Geschichte des Landes am Nigerknie gründlich und wissenschaftlich zu erforschen und der europäischen Öffentlichkeit bewusst zu machen.

Straße in Timbuktu um 1895 (nach Dubois, Tombouctou la Mystérieuse)

Um die Zahl französischer Truppen und einheimischer Hilfstruppen möglichst niedrig zu halten und damit Kosten zu sparen, verfolgte die französische Kolonialverwaltung einen konzilianten Kurs gegenüber den Tuareg und sprach eine Amnestie für alle Anführer aus, die 1893 und 1894 Widerstand gegen die Besatzung geleistet hatten. Der Anführer des einheimischen Widerstandes, der Neffe des Scheich Ahmad al-Baqqai, Za’in al-Abidin Ould Sidi Muhamad al-Kunti, musste sich mit seiner Familie und seiner Bibliothek in Richtung Norden absetzen, zuerst ins Adrar des Ifoghas und dann ins Tassili n'Ahaggar, wo er 1902 ebenfalls von französischen Truppen vertrieben wurde. Ein Großteil der Familienbibliothek soll bei der Flucht verloren gegangen, das heißt entweder versteckt oder bewusst vernichtet worden sein. Noch bis in die 1920er Jahre organisierte Abidin Ould Sidi Muhamad vom heutigen Mauretanien aus Überfälle auf französische Stellungen in der Sahara und am Niger, um die Kolonialherren zu treffen. Da diese aber zunehmend über die militärische Übermacht verfügten, griffen die Rebellen die Versorgungskarawanen an. So wurde 1910 die Karawane, die mit Lebensmitteln nach Taoudeni unterwegs war, ausgeplündert, was zur Folge hatte, dass die Arbeiter in den Salinen ausnahmslos verhungerten.
1916 brach im Gefolge einer der schlimmsten Dürrekatastrophen, die der Sahel in historischer Zeit erlebt hat, der Aufstand der Ullemmeden-Tuareg entlang des Niger aus. Der Erhebung schlossen sich eine Reihe der Tuareg-Gruppen im Umland von Timbuktu und Gao an. Nach der Niederschlagung des Aufstandes wurden die Anführer, die sich am Kampf gegen Frankreich beteiligt hatten, abgesetzt und durch loyale Personen ersetzt. Insgesamt wurde durch diese Maßnahme die traditionelle Autorität der Stammesführer systematisch und bewusst unterminiert. Die wirtschaftliche Grundlage wurde angetastet, etwa durch die Befreiung der Sklaven, die freilich während der französischen Kolonialzeit nie konsequent durchgeführt wurde.
Durch die willkürliche Grenzziehung zwischen AOF und Algerien quer durch das Tuareg-Gebiet brachen Handelsbeziehungen nach Norden ab, so dass Timbuktu noch weiter an wirtschaftlicher Bedeutung verlor, während die Handelsstädte im Nigerbinnendelta (Djenné, Mopti) wieder aufblühten. Die letzte große Karawane alten Stils mit mehreren Tausend Kamelen kam 1937 von den Tafilalet-Oasen nach Timbuktu. Von Bedeutung blieb jedoch der Salzhandel mit Taoudenni im Norden des heutigen Mali.
Verwaltungstechnisch wurde Timbuktu zu einer Unterkommandantur, die einem Kolonialoffizier im Rang eines Majors unterstand. Der übergeordnete Kommandant residierte in Gao. Die in Timbuktu stationierte Truppe bestand überwiegend aus einheimischen Kamelreitern („méharistes“) und war im „Fort Bonnier“ stationiert, das nach dem Kommandanten benannt war, dessen Kolonne Timbuktu 1893 als erste besetzt hatte. Die Garnison war jedoch wenig effektiv, und so konnten maurische Kriegernomaden aus dem Norden des Landes 1923 nicht nur die Umgebung der Stadt unsicher machen, sondern Timbuktu selbst angreifen und eine Abteilung Kamelreiter niedermachen, bevor Verstärkung für die Garnison aus Mopti eintraf. Nach unbestätigten Berichten agierten die Krieger im Auftrag des vertriebenen Scheichs von Timbuktu, Za’in al-Abidin ibn al-Baqqai.
Nach der endgültigen Unterwerfung der Nomaden versank Timbuktu in Bedeutungslosigkeit. Als eins der wichtigsten Ereignisse blieb die Ankunft des „Raid Dubreuil-Haardt“, der von der Automarke Citroën initiierten „Mission Transsaharienne“ in Erinnerung, die am 7. Januar 1923 mit acht speziell für Wüstenfahrten ausgerüsteten Halbkettenfahrzeugen vom algerischen Touggourt aus in Timbuktu eintraf. Bei der von großem Presserummel begleiteten „Croisière Noire“, die von Touggourt bis Antananarivo auf Madagaskar führte, wurde Timbuktu umgangen. Ein weiterer Besuch dort galt als nicht spektakulär genug. Der Ausbau der hierbei erschlossenen Transsahararoute zu einer automobilfähigen Hauptverkehrsstrecke und Verbindung zwischen den Kolonien Algerien und A. O. F. wurde während der Kolonialzeit nie realisiert. Dies trifft auf die Pläne der bereits um 1880 konzipierten Transsaharaeisenbahn (Tunis – Tschadsee – Timbuktu – Dakar) zu. Die Wiederaufnahme des Projekts wurde zwar zwischen den Weltkriegen immer wieder diskutiert, doch gerieten die Planungen nie in die Nähe einer konkreten Umsetzung, weil die zuständigen Kommissionen erkannten, dass die Kosten für den Bau und die Instandhaltung in keinem vernünftigen Verhältnis zu dem zu erwartenden Handelsvolumen gestanden hätten.
Außer Offizieren und Vertretern von Handelshäusern kamen Europäer oder Amerikaner nur selten nach Timbuktu. Meistens handelte es sich um Völkerkundler und Schriftsteller. Im Jahre 1927 besuchte der Amerikaner Leland Hall die Stadt. Zehn Jahre später durchquerte der Pariser Korrespondent der Frankfurter Zeitung, Friedrich Sieburg, die Sahara im Bus und verfasste einen Reisebericht, in dem er Timbuktu als trostlosen Ort am Ende der Welt schilderte.
Für einen französischen Offizier kam es einer Strafversetzung gleich, nach Timbuktu abkommandiert zu werden. Wie der deutsche Reiseschriftsteller und Völkerkundler Herbert Kaufmann in den 1950er Jahren erfuhr, galt nur Kidal im Norden des Landes (Adrar des Ifoghas) als noch trostloser. Unter den Europäern und Amerikanern, die während der Kolonialzeit Timbuktu besuchten, waren kaum Touristen im eigentlichen Sinne, da die Stadt über keinerlei entsprechende Infrastruktur verfügte. Die Anreise von Djenné aus war immer noch recht beschwerlich. Daher kamen in erster Linie Schriftsteller wie Kaufmann oder Ethnologen wie Horace Miner (s. Bibliografie). In den Jahren nach 1960 war das Hinterland bis zur algerischen Grenze im Adrar des Ifoghas unsicher, da es hier immer wieder zu bewaffneten Auseinandersetzungen zwischen den Kunta und den Tuareg wegen der sich anbahnenden Verknappung des Weidelandes und der Wasservorräte kam.

### Zeitgenössische Entwicklungen

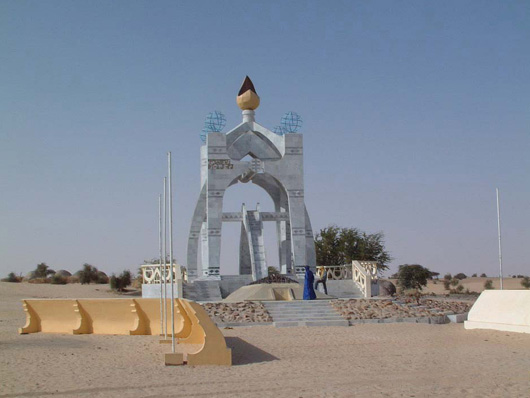
„Die Flamme des Friedens“ – Denkmal zur Erinnerung an den Friedensschluss zwischen dem Staat Mali und den Tuareg, 1996

Nach dem 22. September 1960 war Timbuktu Teil der von Frankreich in die Unabhängigkeit entlassenen Republik Mali. Bereits in den 1950er Jahren war es zu Auseinandersetzungen zwischen den Tuareg und schwarzen Verwaltungsbeamten, die damals noch in französischen Diensten standen, gekommen. Nach der Unabhängigkeit eskalierte der Konflikt zwischen den Wüstennomaden und den Vertretern der Staatsmacht, die bemüht war, die rebellischen Tuareg in den neuen Staat zu integrieren. In den 1990ern kam es erneut zu einem Aufstand der Tuareg mit dem Ziel einen eigenen Staat auszurufen. Die Rebellion wurde 1996 mit einer symbolischen Waffenverbrennung beendet. Die „Friedensflamme“ in Timbuktu erinnert an den historischen Friedensschluss.
Im Kontext ihres dritten Unabhängigkeitskampfes wurde Timbuktu am 1. April 2012 erfolgreich von den Tuareg eingenommen. In den Tagen zuvor hatten die Tuareg bereits die wichtigen nordmalischen Städte Kidal und Gao besetzt. Nach Ausrufung der selbsterklärten Unabhängigkeit war Timbuktu mehrere Monate Teil des neuformierten Staates Azawad. Die Tuareg kündigten an, sie wollten ihre Gewinne konsolidieren und nicht auf Malis Hauptstadt Bamako marschieren und boten Verhandlungen über einen Waffenstillstand an. Die putschistische Regierung Malis kündigte ebenfalls Verhandlungen über einen Waffenstillstand an, obwohl sie den Putsch vom 21. März mit zu schlechter Führung der Aufstandsbekämpfung begründet hatte.
Am 5. April wurden die Tuareg von der islamistischen westafrikanischen Gruppe Ansar Dine vertrieben. In den folgenden neun Monaten kontrollierte sie zusammen mit Al-Qaida im Islamischen Maghreb (AQMI) die Stadt. Die Islamisten versuchten, eine strenge Form der Scharia durchzusetzen, und zerstörten mehrere weltbekannte Mausoleen (siehe Zerstörungen durch Islamisten 2012). Ende Januar 2013 wurde Timbuktu im Rahmen der Opération Serval von französischen und malischen Truppen zurückerobert. Dabei wurde bekannt, dass die Islamisten kurz vor der Einnahme der Stadt eine wichtige Bibliothek mit vielen Handschriften in Brand gesteckt hatten. (siehe Abschnitt Forschungszentrum Ahmed Baba dieses Artikels.)
Im März 2013 versuchten Islamisten erneut, in der Stadt Fuß zu fassen.
Seit August 2023 wird Timbuktu von Islamisten belagert.

### Chronik
| Datum        | Ereignis |
| ------------ | --- |
| um 900–1100  | erste Besiedlung durch Songhai (Bauern und Fischer)                                                                                               |
| um 1100      | Gründung der Handelsniederlassung Timbuktu durch Tuareg (laut Chroniken)                                                                          |
| um 1320      | (vermutlich friedliche) Eingliederung Timbuktus in das Mali-Reich                                                                                 |
| 1324         | Pilgerfahrt des malischen Herrschers Mansa Musa nach Kairo und Mekka, Rückkehr über Timbuktu                                                      |
| nach 1327    | Gründung der Sankóre-Moschee mit losem Zusammenschluss von Koranschulen (sogenannte „Universität von Sankoré“)                                    |
| 1328         | kurzfristige Eroberung und teilweise Zerstörung der Stadt durch die Mossi von Yatenga                                                             |
| 1352         | Ibn Battuta besucht Timbuktu und das Mali-Reich                                                                                                   |
| um 1440      | Machtverlust Malis, Tuareg schwingen sich zu Oberherren von Timbuktu auf                                                                          |
| um 1468      | Sonni Ali erobert Timbuktu und gliedert die Stadt dem Songhai-Reich ein                                                                           |
| um 1500      | Kadi Mahmud Aqit setzt die judenfeindlichen Anweisungen von Askia Muhamad nicht um                                                                |
| 1512         | Leo Africanus in diplomatischer Mission in Timbuktu                                                                                               |
| 1556         | Ahmad Baba wird als Abu al-'Abbas Ahmad Ibn Ahmad al-Takruri al-Massufi in Arawan geboren                                                         |
| 1581         | Erweiterung der Sankoré-Moschee |
| 1591         | Eroberung der Stadt durch marokkanische Söldner und Deportation von Gelehrten nach Marrakesch                                                     |
| 1627         | Tod des Gelehrten Ahmad Baba |
| 1640         | Abfassung des Tarikh as-Sudan durch Mahmud Kati; Teile der Stadt werden durch Überschwemmungen zerstört                                           |
| 1737         | Niederlage der Arma gegen die Tuareg in der Schlacht von Toya                                                                                     |
| 1752 u. 1754 | schwere Erdbeben zerstören einen Teil der Stadt                                                                                                   |
| 1770         | Sieg der Aulliminidan-Tuareg über die Arma von Timbuktu                                                                                           |
| 1771         | Einsturz der al-Hana-Moschee mit vielen Todesopfern                                                                                               |
| 1806         | Mungo Park fährt an Kabara vorbei nigerabwärts |
| um 1820      | der Kunta-Clan der al-Baqqai siedelt sich im Norden von Timbuktu an und wird zur führenden geistlichen und politischen Macht                      |
| 1826         | die Fulbe von Massina erringen die Oberhoheit über Timbuktu                                                                                       |
| 1826         | der Brite Alexander Gordon Laing erreicht nachweislich als erster Europäer Timbuktu und wird auf der Rückreise ermordet                           |
| 1828         | René Caillié hält sich als Moslem verkleidet in Timbuktu auf                                                                                      |
| 1831         | die Fulbe von Massina besetzen Timbuktu mit ihrem Heer                                                                                            |
| 1844–1848    | Konflikt zwischen Fulbe-Herrscher von Massina und den Kunta al-Baqqai um die Vorherrschaft in Timbuktu                                            |
| 1853–1854    | Heinrich Barth verbringt als Schutzbefohlener des Scheikh al-Baqqai ein halbes Jahr in Timbuktu und der näheren Umgebung                          |
| 1859–1864    | Anwesenheit von jüdischen Kaufleuten aus Südmarokko und kurzzeitige Einrichtung einer durch den „dhimmi“-Status geduldeten jüdischen Kultgemeinde |
| 1862/63      | Ende des Reiches von Massina, Timbuktu gerät unter die Kontrolle des Tukulor-Reiches von Hadsch Umar                                              |
| 1864         | Vertreibung der Tukulor aus Timbuktu und Massina durch ein von Ahmad al-Baqqai geführtes Heer aus Fulbe, Kunta und Tuareg                         |
| 1865         | Tod von Sidi Ahmad al-Baqqai; Timbuktu gerät wieder unter den Einfluss der Tuareg                                                                 |
| 1880         | Oskar Lenz besucht Timbuktu |
| 1893         | kurzfristige Besetzung durch Oberst Bonnier und Massaker an den Besatzern durch die Tuareg                                                        |
| 1894         | endgültige Besetzung durch Oberst Joffre und Beginn des Widerstandes unter Za'in al-Abidin al-Baqqai (bis ungefähr 1923)                          |
| 1910         | Vernichtung der Versorgungskarawane für Taoudeni durch maurische Aufständische                                                                    |
| 1913–1915    | Dürrekatastrophe im Azawad nördlich von Timbuktu und Aufstand der Aulliminidan-Tuareg gegen die Franzosen                                         |
| 1915–1918    | Aufstand der Aulliminidan-Tuareg gegen die Franzosen (sogenannter „Aufstand des Kaossen“)                                                         |
| 1923         | Ankunft der Transsahara-Expedition von Citroën („Croisière Noire“)                                                                                |
| 1960         | Mali wird in die Unabhängigkeit entlassen |
| 1963         | kriegerische Auseinandersetzungen mit den Tuareg im Gebiet nördlich von Timbuktu                                                                  |
| 1967         | UNESCO-Konferenz in Timbuktu, Beginn der Sicherung der Manuskripte und Bücher von Timbuktu                                                        |
| 1973         | Gründung des CEDRAB (Centre de Documentation et de Recherches Ahmad Baba)                                                                         |
| 1988         | Timbuktu wird auf die Liste des Weltkulturerbes gesetzt                                                                                           |
| 1990         | Eskalation des Konflikts zwischen Mali und den Tuareg                                                                                             |
| 1996         | Friedensschluss zwischen dem Staat Mali und den Tuareg                                                                                            |
| 2003         | schwere Schäden am historischen Stadtbild nach Überschwemmung                                                                                     |
| 2006         | Timbuktu ist Welthauptstadt der islamischen Kultur                                                                                                |
| 2012         | Timbuktu wird zunächst von Tuareg-Rebellen und später von Islamisten besetzt                                                                      |
| 2013         | Rückeroberung durch malische und französische Streitkräfte im Rahmen der Opération Serval                                                         |
| 2023         | Belagerung von Timbuktu durch Islamisten |

## Religion

### Stellung des Islam

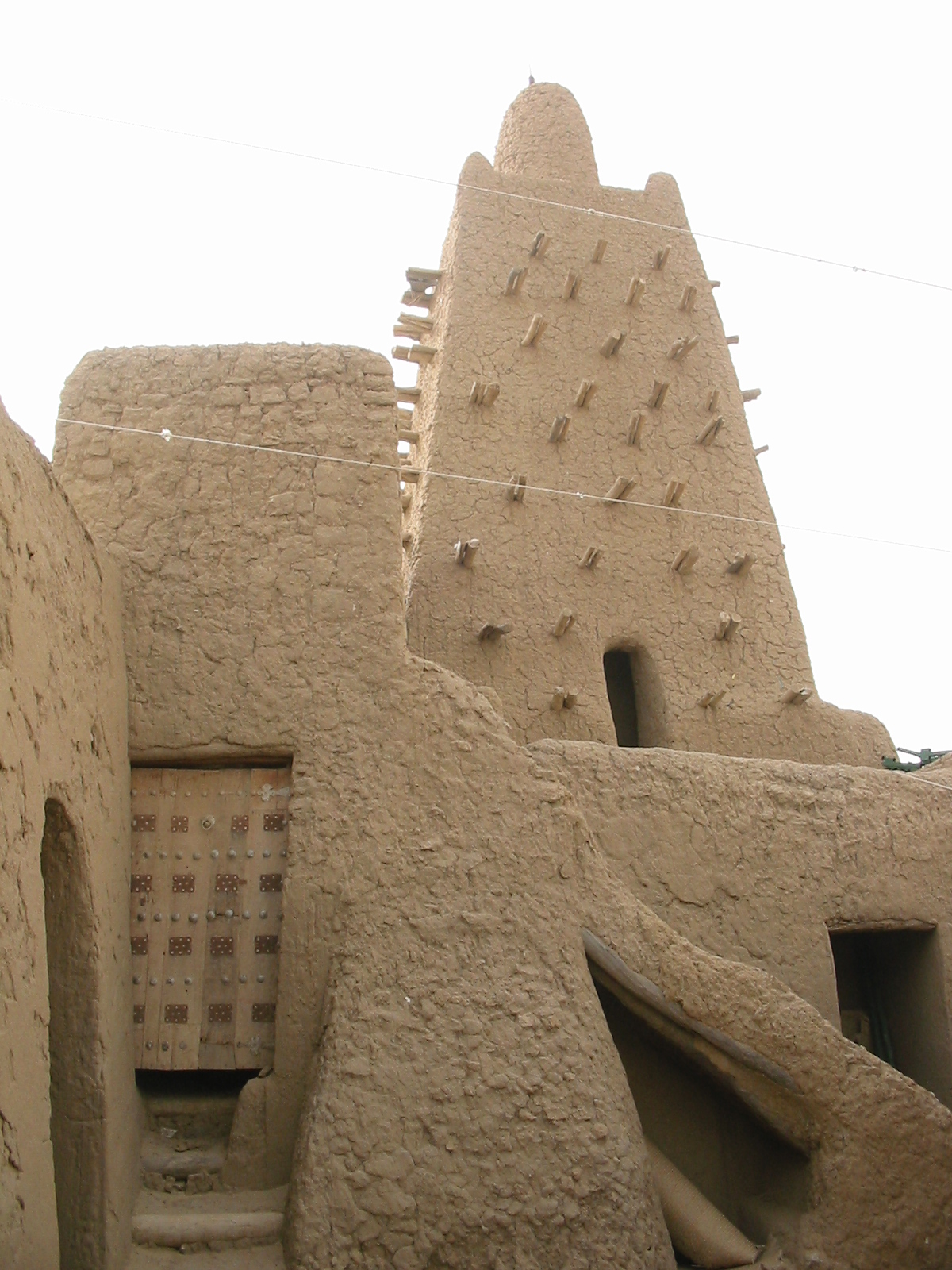
Teilansicht der Djinger-ber-Moschee

Timbuktu dürfte von Anbeginn eine islamische Stadt gewesen sein. Es ist zwischen der Elite und dem Volk zu unterscheiden. Während die berberische Oberschicht dem neuen Glauben anhing, bekannten sich die Unterschichten zwar zum Islam, folgten aber weiterhin animistischen Glaubensvorstellungen und Riten, die sich mit der neuen Religion teilweise zu einer spezifischen Spielart des Islam vermischten. Erst im frühen 19. Jahrhundert wurde im Gefolge des Dschihad der Fulbe und unter dem Einfluss der Kunta-Marabutin eine strengere und reinere Version der Religion durchgesetzt.
Die Bevölkerung von Timbuktu und des Umlandes sind ausschließlich Muslime. Allerdings waren bei den Songhai bis in die Mitte des 20. Jahrhunderts nachweislich prä-islamische Glaubensvorstellungen und Praktiken üblich (H. Miner). Auch bei den Tuareg finden sich magische Vorstellungen, die mit dem Islam nicht in Einklang zu bringen sind und bis heute von den Korangelehrten heftig kritisiert werden.

### Islamische Gelehrsamkeit

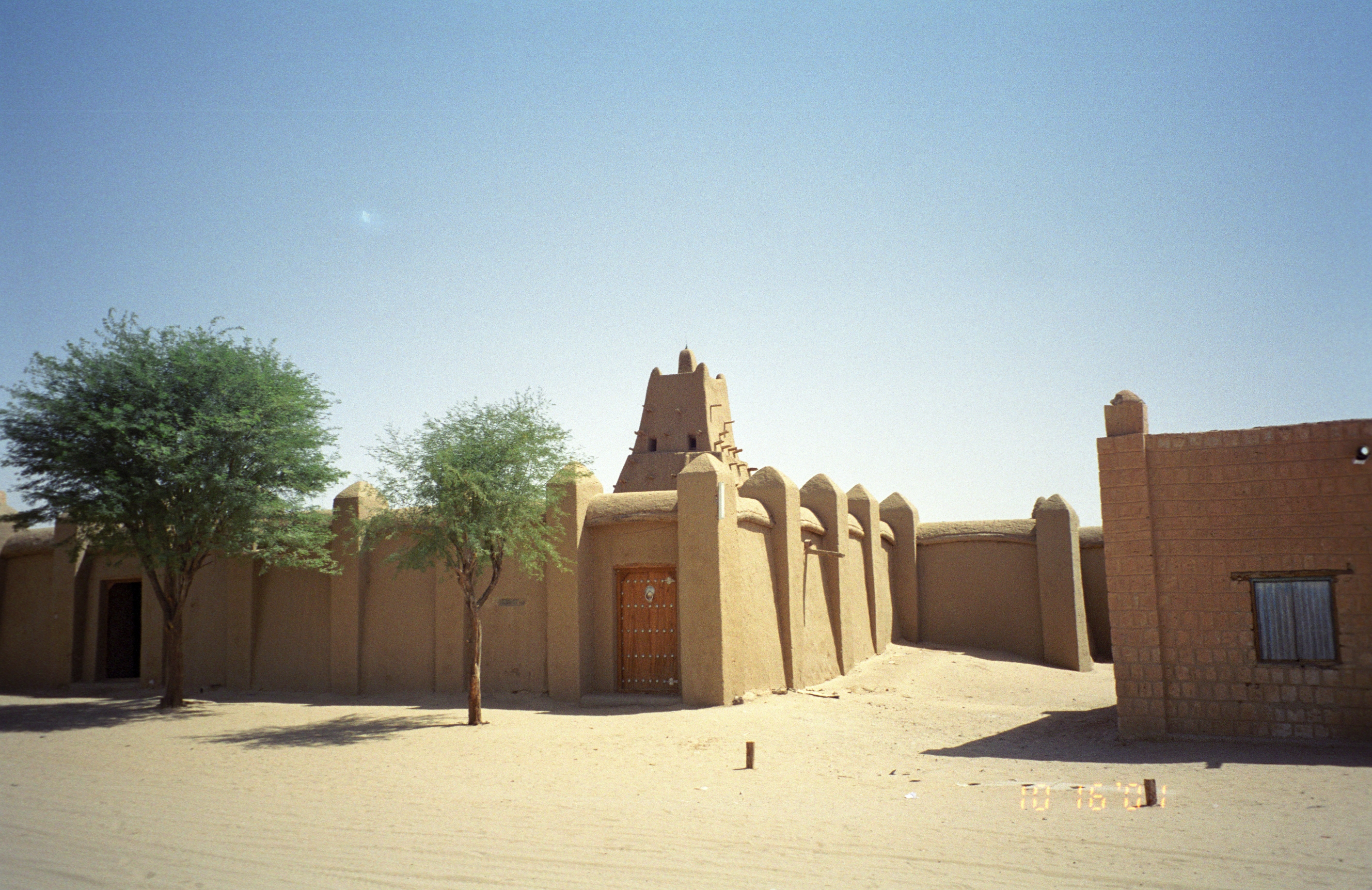
Die Sankoré-Moschee

Im ausgehenden Mittelalter und vor allem im 16. Jahrhundert war Timbuktu ein Zentrum islamischer Gelehrsamkeit, aber anders als häufig irrtümlich behauptet wird, keine heilige Stadt wie Mekka, Medina und Jerusalem. Islamwissenschaftler nehmen an, dass die Eroberung der Stadt durch die Marokkaner im Jahre 1591 Auswirkungen auf die Gläubigkeit der Bewohner von Timbuktu hatte, da angesichts der allmählichen Verarmung der Stadt die Bildungszentren litten, was zu einer Verwässerung des Islam und zum Erstarken alter, vorislamischer Glaubensvorstellungen führte. Nach Ansicht von Orientalisten führte die Eroberung des Nigerbogens durch marokkanische Truppen zu einer verstärkten Einwanderung von nordafrikanischen Geistlichen, die im Gegensatz zu den intellektuellen Korangelehrten von Timbuktu eine volkstümliche Form des Islam (inkl. Heiligenkult, Gebrauch von Amuletten, Exorzismus) predigten. Zu Beginn des 19. Jahrhunderts geriet Timbuktu in den Strudel der islamischen Erneuerung – auch als Fulbe-Dschihad bezeichnet – und erlebte einen Aufschwung der religiösen Bildung, was eine strengere Beachtung der religiösen Vorschriften nach sich zog. Seit dem frühen 19. Jahrhundert dominierten die maurischen Kunta – zwischen 1830 und 1895 unter dem Clan der al-Baqqai – das religiöse Leben der Stadt. Ihre Scheichs, vor allem Sidi Ahmad al-Baqqai, galten als große Gelehrte, die eine friedliche Durchsetzung der strengen Lehre verfolgten, gleichzeitig aber die bewaffnete Verbreitung des Glaubens strikt ablehnten – im Gegensatz zu den Fulbe von Massina, die sich als Oberherren von Timbuktu etablierten.

### Weltoffenheit und Fremdenfeindlichkeit

Korangelehrter aus der Familie al-Baqqai im Festgewand (um 1900)

Timbuktu wurde in der Literatur häufig als „verbotene Stadt“ bezeichnet und galt als Hort fanatischer Muslime. Diese Auffassung ist nicht länger zu halten. Als Handelsstadt war Timbuktu eher offen, und der in Westafrika praktizierte Islam war bis zum Fulbe-Dschihad (frühes 19. Jahrhundert) sehr tolerant. Die in Timbuktu maßgeblichen Murabatin aus dem Clan der al-Baqqai werden einhellig als weltoffen und keineswegs fremdenfeindlich geschildert. Was europäische Reisende als islamischen Fanatismus empfanden, entpuppt sich bei genauer Lektüre als Ausdruck einer unreflektierten Fremdenangst, wie sie in allen Kulturen anzutreffen ist. Die Abneigung gegen potentielle Konkurrenten beim harten und entbehrungsreichen Transsaharahandel muss bei der Interpretation dieses Phänomens in Betracht gezogen werden. Diese nicht religiös motivierte Fremdenfeindlichkeit vermischte sich leicht mit religiösen Vorurteilen, da der „Fremde“ kein Muslim war. Heinrich Barth hat dieses Phänomen an verschiedenen Stellen seines Reisewerkes nachvollziehbar beschrieben. Zum anderen gelangten einzelne Reisende zu einer Zeit des politischen Umbruches nach Timbuktu, so etwa Alexander Gordon Laing im Jahre 1826 oder Heinrich Barth im Jahre 1853. Die in Timbuktu herrschenden Kunta standen im offenen Konflikt mit den Tukulor (Fulbe) von Massina, den nominellen Oberherren der Stadt, die eine radikalere und damit fremdenfeindlichere Position innerhalb der islamischen Theologie vertraten. Die rivalisierenden politischen Gruppen sahen in den Fremden Marionetten, die sie im Kampf um die Vorherrschaft einsetzen konnten. Nicht zu vergessen ist, dass die Epoche der großen Sahara-Expeditionen mit der kolonialen Expansion Frankreichs in Nordwestafrika zeitlich zusammenfiel und die Christen als Spione und Agenten einer potentiellen europäischen Besatzungsmacht gesehen werden konnten. Im Zeitalter des Kolonialismus erwies sich der angeblich religiös motivierte Christenhass als ein perfektes Argument für die europäische Seite, um die Besetzung einer „Hochburg des Fanatismus“, wie Timbuktu von Saharaforschern wie Gerhard Rohlfs, Henri Duveyrier und Oskar Lenz bezeichnet wurde, zu rechtfertigen.

### Die Frage der jüdischen Minderheit

Rabbi Mardochai Aby Serour (1831–1886), erster jüdischer Kaufmann aus Marokko, der ab etwa 1860 Handel mit Timbuktu treiben durfte

Inwieweit es über längere Zeit eine jüdische Minderheit gegeben hat und ob oder wann diese zum Islam übertrat oder zum Übertritt gezwungen wurde, ist zurzeit noch umstritten. Es ist denkbar, dass die Vertreter jüdischer Handelshäuser aus Andalusien oder Mallorca in Timbuktu residierten und sich am Gold- und Sklavenhandel beteiligten, wobei zu bedenken ist, dass die Mehrzahl der Kaufleute im südmarokkanischen Sidschilmasa und im südalgerischen Tamentit residierte. Die Rolle der Juden in Timbuktu dürfte ähnlich derjenigen der Juden im mittelalterlichen Europa gewesen sein, das heißt, sie wurden geduldet und hatten vermutlich den Status von dhimmi, also steuerpflichtigen Schutzbefohlenen des Herrschers von Mali oder Songhai. Eine politische Rolle haben sie wohl kaum gespielt, und einen Einfluss auf die kulturelle Entwicklung der streng islamischen Stadt dürften sie ebenfalls kaum genommen haben. Ebenso wenig entsprechen Berichte über große jüdische Siedlungen im Raum Timbuktu, wie zum Beispiel Tindirma, oder nomadische Stämme mit jüdischem Glauben in der zentralen oder südlichen Sahara der Realität.

### Judenfeindliche Tendenzen
Der Songhai-Herrscher Askia Muhamad erließ unter dem Einfluss des algerischen Predigers al-Maghīlī antijüdische Gesetze. Der Prediger hatte bereits für die Auslöschung der jüdischen Gemeinde in den Tuat-Oasen gesorgt, namentlich in Tamentit. Diese Vorschriften sahen einerseits die Vertreibung oder Zwangskonvertierung der Juden in seinem Reich vor, andererseits die Todesstrafe oder zumindest die Enteignung aller Muslime, die mit Juden weiterhin Handel trieben. Über die konkreten Auswirkungen dieser Gesetze besteht unter den Afrikahistorikern keine einheitliche Auffassung. Sicher scheint, dass sich der Kadi von Timbuktu, Mahmud Aqit, um 1500 weigerte, die antijüdischen Bestimmungen in Timbuktu mit aller Härte durchzusetzen, und den Herrscher zur Rückkehr zu einer toleranten Auslegung des Koran bewegte. Neuere Forschungen scheinen zu belegen, dass in Timbuktu noch Familien zu finden sind, deren Vorfahren um 1500 vom Herrscher der Songhai zum Übertritt zum Islam gezwungen wurden, die Erinnerung an ihr jüdisches Erbe aber im Geheimen noch bewahrt haben. Ins Reich der Phantasie gehören jedoch neuere Theorien, die behaupten, große Massen von jüdischen Siedlern hätten den Sahelraum, speziell das Gebiet um Timbuktu, in Richtung Süden verlassen und sich in Ghana und Nigeria angesiedelt, wo ihre Nachfahren sich heute angeblich wieder zum Judentum bekennen.
Offiziell waren erst in der Zeit nach 1860 wieder jüdische Kaufleute aus Marokko zugelassen, und zeitweise hielten sich mehr als zehn erwachsene jüdische Männer in Timbuktu auf, so dass sie nach religiösem Recht eine Kultgemeinde bildeten und dem Status der dhimmi unterlagen. Allerdings durften sie beispielsweise keine als Gebetshaus erkennbare Synagoge einrichten und mit Muslimen kein Gespräch über Religion führen, da dies als Missionierung hätte gedeutet werden können. Ebenso mussten sie auf einem gesonderten Friedhof beigesetzt werden.

### Christen als Besucher
Christen haben sich vor dem Ende des 19. Jahrhunderts in Timbuktu nur als Besucher aufgehalten. Sie haben keinerlei Einfluss auf die innere Entwicklung, etwa auf Politik oder Bildung, nehmen können. Der Versuch des katholischen Missionsordens „Weiße Väter“, in den Jahren unmittelbar nach der Eroberung der Stadt zwischen 1895 und 1900 unter den Sklaven und den Bozo zu missionieren, scheiterte, aber die Patres wurden nicht angefeindet. Für die Toleranz der muslimischen Notabeln spricht die Tatsache, dass sie die Missionare als Gesprächspartner über Fragen der Theologie akzeptierten – eine Reminiszenz an die friedlichen Diskussionen, die Ahmad al-Baqqai und Heinrich Barth fast ein halbes Jahrhundert zuvor geführt hatten. Angesichts deren Erfolglosigkeit bei der Missionierung verließ der Pater Augustin Hacquard die Stadt und verfasste über sie lediglich eine ethnologische Schrift, die als historisches Dokument noch von erheblichem Wert ist (siehe Bibliografie). Hacquards Mitbruder Auguste Dupuis blieb in Timbuktu, trat aus dem Orden aus, heiratete eine einheimische Frau und konvertierte zum Islam. In den 1920er und 1930er Jahren lebte er in der Stadt und betrieb völkerkundliche Studien. Unter seinem muslimischen Namen Yacouba (Jakob) oder dem Spitznamen „le moine blanc de Tombouctou (der weiße Mönch von Timbuktu)“ war er als erster „Aussteiger“ im Sudan eine bekannte Persönlichkeit und wurde von zahlreichen Besuchern – auch von Völkerkundlern – um Rat und Vermittlung angegangen.

## Kultur und Sehenswürdigkeiten

### Welterbe

#### Die drei großen Moscheen
Die drei Moscheen, die das Stadtbild prägen, die Djinger-ber-Moschee, die Sankóre-Moschee und die Sidi-Yahia-Moschee sowie 16 Friedhöfe und Mausoleen zählen seit 1988 zum Welterbe der UNESCO. Das historische Stadtbild mit seiner charakteristischen Lehmbauweise und zahlreichen Moscheen des 13. bis 15. Jahrhunderts wurde entgegen den Wünschen der Regierung von Mali jedoch nicht eingeschlossen; nach Ansicht des Welterbekomitees waren dort die Eingriffe durch moderne Bauten schon zu weit fortgeschritten. 1990 wurden die Stätten in die Rote Liste des gefährdeten Welterbes aufgenommen. Sie stammen aus dem 14. Jahrhundert und wurden im Laufe der Zeit schon mehrmals renoviert. Mit Hilfe der UNESCO wurde ein Programm zur Konservierung aufgelegt, so dass die Stätten 2005, nachdem die gröbsten Schäden einer Flut aus dem Jahr 2003 beseitigt worden waren, wieder von der roten Liste gestrichen werden konnten. Drei weitere Moscheen aus dieser Zeit, die El-Hena-Moschee, die Kalidi-Moschee und die Algourdour-Djingareye-Moschee, sind zerstört. Die jahrhundertealten Timbuktu-Handschriften, die zum Kulturerbe des Landes gehören, konnten weitgehend gerettet werden.

#### Mausoleen und Gräber
Das bekannteste der Mausoleen ist das des Scheichs Abul Kassim Attouaty, der 1529 verstarb. Daneben sind noch die Gräber des Gelehrten Sidi Mahmoudou und des Restaurators der Moscheen, des Qādī Al Aqib, die 1548 bzw. 1583 verstarben, zu nennen. Im Jahr 2001 ernannte die Islamische Organisation für Bildung, Wissenschaft und Kultur (ISESCO), Timbuktu zur „Islamischen Hauptstadt der Weltkultur“ für den Bereich Afrika für das Jahr 2006.

#### Zerstörungen durch Islamisten 2012
Nach dem Militärputsch vom 21. März 2012 und der am 6. April 2012 erfolgten Unabhängigkeitserklärung Azawads durch die Tuareg-Rebellen der MNLA gewannen die islamistischen Gruppen Ansar Dine, AQMI und MUJAO die Kontrolle im Norden Malis. Anfang Mai 2012 zerstörten Angehörige der Ansar Dine und AQMI das zum UNESCO-Welterbe gehörende Mausoleum Sidi Mahmud Ben Amar in Timbuktu und drohten Anschläge auf weitere Mausoleen an. Ende Juni 2012 wurde Timbuktu aufgrund des bewaffneten Konflikts in Mali auf die Rote Liste des gefährdeten Welterbes gesetzt. Kurz danach wurde die Zerstörung der durch die UNESCO denkmalgeschützten Grabstätten von Sidi Mahmud, Sidi Moctar und Alpha Moya unter Verhöhnung der UNESCO fortgesetzt.
Im Jahr 2014 gab es in Timbuktu eine Mission des Internationalen Komitees vom Blauen Schild (Association of the National Committees of the Blue Shield, ANCBS) zum Kulturgüterschutz.
Die Besatzung Timbuktus durch Ansar Dine und AQMI wurde 2014 in dem Film „Timbuktu“ von Abderrahmane Sissako erzählerisch-filmisch verarbeitet.

### Bildung

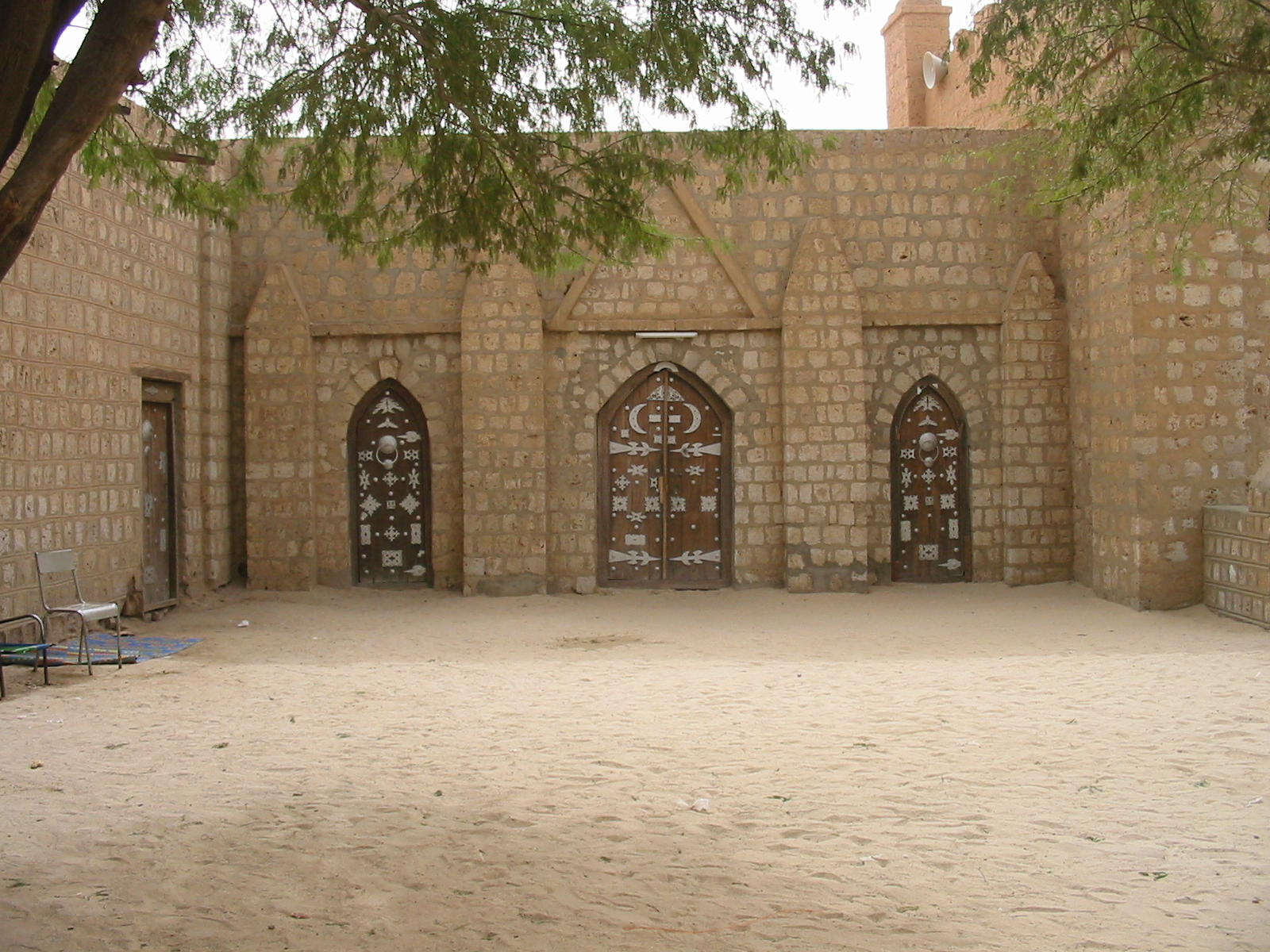
Eingang der Madrasa von Sankore

Vor der Pilgerfahrt von Mansa Musa (1324–1325) spielte die islamische Bildung in Timbuktu keine herausragende Rolle. Walata war in dieser Hinsicht weitaus bedeutender, wie Ibn Battuta bestätigt. Der Mali-Herrscher brachte von seiner Pilgerfahrt offenbar eine große Anzahl von Büchern aus Mekka und Ägypten mit, die vielleicht den Grundstock für ein künftiges Bildungssystem legten. Mansa Musa schickte einen künftigen Imam der Sankóre-Moschee zur Ausbildung nach Fez, was den Schluss zulässt, dass der Stand der islamischen Bildung am Niger noch sehr rudimentär war. Erst im 15. und 16. Jahrhundert war die Stadt mit der sogenannten Universität Sankoré in der islamischen Welt ein Zentrum der Bildung. Allerdings ist diese Bildungsstätte keine Hochschule mit einer zentralisierten Verwaltung und zentralen Einrichtungen. Es war ein lockerer Zusammenschluss von Koranschulen, an denen teilweise – wie anderswo in der islamischen Welt – die Lektüre und das Verständnis der heiligen Schriften des Islam gelehrt wurde. Teilweise wurde aber auch Unterricht von hochqualifizierten Juristen und Theologen erteilt. In dieser Hinsicht ist die Organisation derjenigen der mittelalterlichen Colleges von Oxford und Cambridge durchaus vergleichbar. Einer einzelnen Quelle aus dem 17. Jahrhundert zufolge soll es vor der marokkanischen Eroberung zwischen 150 und 180 solcher Koranschulen in Timbuktu gegeben haben. Der Ruf der Gelehrten, die an den führenden Koranschulen unterrichteten, drang, so wird berichtet, bis ins andalusische Granada. Die Zahl von 25.000 Studenten, die gleichzeitig dort studiert haben sollen, ist unrealistisch. Keiner der Autoren, die mit dieser Zahl aufwarten, kann eine Quelle nennen noch bestimmen, zu welcher Zeit zwischen 1100 und 1600 so viele Studenten in Timbuktu gelebt haben sollen. Die Stadt hätte sie weder ernähren noch beherbergen können. Die Zahl dürfte realistischerweise bei unter 2000 gelegen haben.
Forschung im modernen Sinne wurde in Timbuktu nicht betrieben. Vielmehr handelte es sich bei den „Vorlesungen“ um die Vermittlung von Wissen im Sinne einer scholastischen Auslegung anerkannter juristischer und theologischer Texte, die anschließend diskutiert wurden. Den Rahmen stellte auf jeden Fall die islamische Lehre dar. Auch in dieser Hinsicht unterschied sich der Lehrbetrieb in Timbuktu nicht grundsätzlich von dem an anderen islamischen Hochschulen (Fez, Kairo, Damaskus) oder von den christlich-europäischen Universitäten wie Bologna, Oxford oder Paris. Offenbar waren medizinische Kenntnisse und Fertigkeiten, wie sie für die islamische Welt im Mittelalter typisch waren, in Timbuktu anzutreffen. Es wird berichtet, dass schon im 14. Jahrhundert am Auge operiert wurde. Allerdings dürfte es sich lediglich um die damals seit fast 2000 Jahren bekannte Behandlung des grauen Star, den sogenannten Starstich, handeln. Von fortschrittlicheren Operationsmethoden ist nichts bekannt. Neuerdings aufgestellte Behauptungen, Gelehrte in Timbuktu hätten die Zahl Null entwickelt und das moderne Sonnensystem schon 200 Jahre vor Kopernikus entdeckt, entbehren jeder historischen Grundlage.

### Die Bücher von Timbuktu

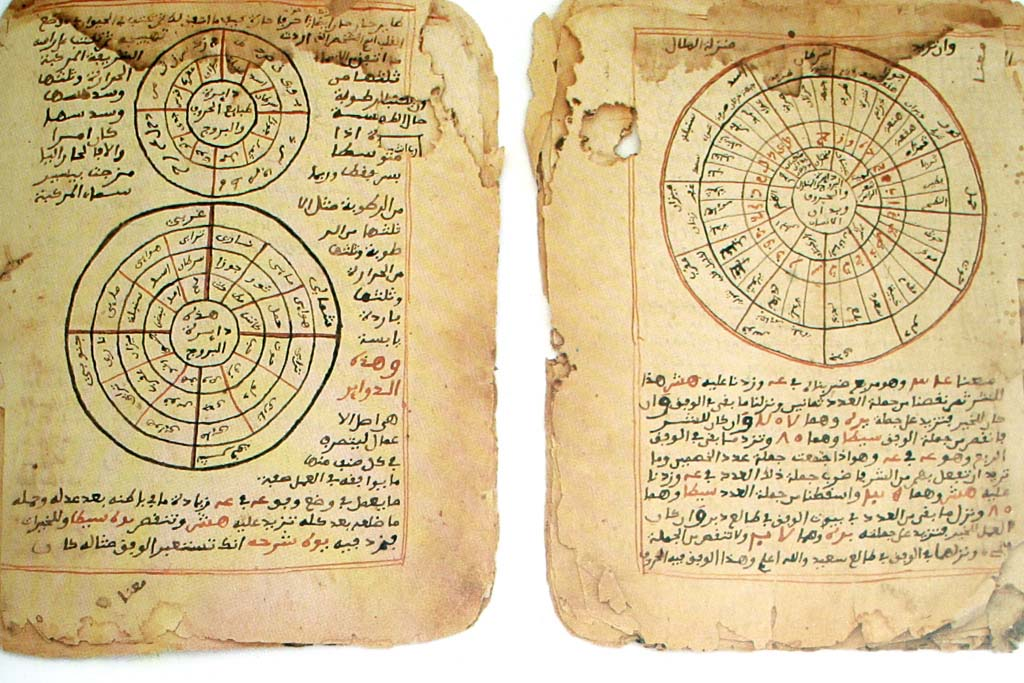
Beispiele der Timbuktu-Manuskripte mit mathematischen und astronomischen Texten

Bücher, bzw. Manuskripte in arabischer Schrift wurden aus Marokko und vor allem aus Ägypten eingeführt, aber alte Werke wurden in Timbuktu von professionellen Schreibern kopiert. Bis zur Eroberung der Stadt durch die Franzosen im Jahre 1894 existierte in Timbuktu keine Buchpresse. Mansa Musa, 1312 bis 1337 König von Mali, soll von seiner Pilgerfahrt eine ganze Kamelladung Bücher aus Kairo mitgebracht haben. Ob diese Bücher den in der Folgezeit errichteten Moscheen in Timbuktu zur Verfügung gestellt wurden, ist unbekannt. Die Zahl der Schriften, die im Mittelalter in Timbuktu aufbewahrt wurden, ist nicht mehr zu ermitteln.
Die Bücher befanden sich meistens im Privatbesitz der Familien, die über Generationen hinweg führende Theologen und Juristen hervorbrachten. Die Bibliotheken waren vermutlich sehr umfangreich. Ahmad Baba (1560–1627) klagte, dass er mit gerade einmal 1600 Bänden die kleinste Sammlung in seiner Familie besitze. Ob es im 16. Jahrhundert öffentliche Bibliotheken, d. h. in den Räumlichkeiten der großen Moscheen, gegeben hat, ist umstritten. Der Songhai-Herrscher Askia al-Hadsch Muhammad b. Abi Bark (1493–1528) soll der Djinger-Ber-Moschee kostbare Koranausgaben geschenkt haben, die allen Gläubigen zugänglich sein sollten. Ein späterer Herrscher, Askia Dawud (1549–1583) soll in den großen Städten seines Reiches öffentliche Bibliotheken eingerichtet haben, von denen aber bislang jede archäologisch eindeutige Spur fehlt. Eine Art Universitätsbibliothek im modernen Sinne hat es nie gegeben.
Die Behauptung, die in diesem Zusammenhang häufig ins Spiel gebracht wird, dass in Timbuktu 400.000 bis 700.000 Bücher aufbewahrt worden seien, darunter Schriften, die über 1000 Jahre alt gewesen seien, muss mit äußerster Vorsicht zur Kenntnis genommen werden, da die Stadt für eine so gigantische Zahl von Folianten keinerlei Lagerkapazitäten geboten hätte. Experten beziffern die Anzahl der Bücher augenblicklich auf unter 100.000 und die Gesamtzahl der im Norden von Mali noch existierenden Handschriften auf insgesamt 300.000. Unter diesen Schriften befinden sich aber sehr viele Dokumente, die nur aus einem oder zwei Blättern bestehen, überwiegend Abschriften von theologischen oder juristischen Gutachten, die von den Gelehrten der Stadt auf Anforderung von staatlichen und religiösen Instanzen in ganz Nord- und Westafrika angefertigt worden waren.
Zahlreiche Dokumente der Bibliothek von Sankóre sind noch erhalten, die teilweise während einer Auslagerung durch die United States Library of Congress auf Mikrofilm aufgezeichnet wurden. Größere Bestände sind um 1900 verloren gegangen, als muslimische Gelehrte angesichts der französischen Besatzung die Stadt verließen und ihre Bibliotheken mitnahmen, so etwa Sidi al-Baqqais Neffe Abidin. Sie fürchteten offenbar, ihnen könne durch die Franzosen dasselbe Schicksal drohen wie den Notabeln in früheren Zeiten nach einer Eroberung (Hinrichtung durch Sonni Ali oder Deportation durch Djuder Pascha). Aus Angst vor der Konfiszierung sollen auch zahlreiche Bücher in der Umgebung der Stadt vergraben worden sein, wodurch sie unwiderruflich vernichtet worden sind. In der Folgezeit sind größere Bestände an europäische Sammler und Bibliotheken verkauft worden. Von einem großangelegten Raub afrikanischer Kulturschätze durch die Kolonialherren kann nicht die Rede sein. Die Existenz großer Privatbibliotheken war in Fachkreisen bekannt, aber erst ab 1965 wurden die Bestände aufgrund der Initiative des britischen Orientalisten John O. Hunwick gesichtet und schrittweise konserviert, in erster Linie mit finanzieller Unterstützung der UNESCO und mehrerer westeuropäischer Staaten (vor allem Norwegen und neuerdings Luxemburg) sowie der USA. Das erste und bislang wichtigste Zentrum zur Erhaltung und Auswertung der Manuskripte in Timbuktu, IHERI-AB ist nach dem bedeutenden Korangelehrten und Juristen Ahmad Baba benannt und wird hauptsächlich durch Fördergelder aus nicht-islamischen und nicht-afrikanischen Ländern finanziert. Im Jahr 2001 startete die südafrikanische Regierung die erste afrikanische Initiative zur Rettung der Bücher von Timbuktu. Zurzeit wird der Bau einer Bibliothek an dem Platz gegenüber der Sankóre-Moschee vorbereitet.
Während des Konfliktes in Nordmali seit 2012 bestand die Gefahr einer Zerstörung durch Islamisten. Tatsächlich gingen bei einem Bibliotheksbrand im Januar 2013 beim Abzug der Banditen einige Manuskripte verloren. Dadurch, dass Manuskripte aus der Bibliothek des Ahmed-Baba-Instituts in Privathäusern versteckt worden waren, konnte der größte Teil aber bewahrt werden.

### Forschungszentrum Ahmed Baba
Das Forschungszentrum Ahmed Baba, französische Originalbezeichnung Institut des hautes études et de recherches islamiques Ahmed Baba, Timbuktu (IHERI-AB, früher CEDRAB für „Centre de documentation et de recherche Ahmed Baba“, engl. The National Ahmed Baba Center for Documentation and Research in Timbuktu) dient vor allem dem Erhalt und der Erforschung dieser Manuskripte. Ein Großteil der Texte ist immer noch in Besitz von ansässigen Familien. Bei den Schriftstücken sind zwei Arten zu unterscheiden: die, die in der Region entstanden, und jene, die mit dem weiträumigen Handel aus anderen Teilen der arabischen Welt hierher kamen. Das Forschungszentrum wurde zu Beginn der 1970er Jahre (1973 oder davor) begründet und arbeitet seit 1977. Es gibt dabei eine internationale Zusammenarbeit Malis mit Instituten in Luxemburg, Norwegen, England, Kuwait und den USA. Leiter sind Mohamed Gallah Dicko (Directeur) und Sidi Mohamed Ould Youbba. Das älteste datierte Dokument stammt aus dem Jahr 1204.
Auf der Flucht vor den in Timbuktu einrückenden französischen und malischen Truppen haben Islamisten im Januar 2013 das Gebäude der Ahmed-Baba-Bibliothek angezündet. Das ganze Ausmaß der Zerstörung könne noch nicht abgesehen werden, hieß es. Unter anderem auch deshalb nicht, weil es Berichte über eine rechtzeitige geheime Auslagerung von Dokumenten gibt. Nach Angaben der malischen Regierung wurden in der 1973 gegründeten Bibliothek bis zu 100.000 Manuskripte aufbewahrt.

### Musik
In Timbuktu findet seit 2003, jeweils im Januar, das Festival au Désert statt. Ursprünglich trafen sich zu diesem Ereignis Angehörige der Tuareg aus der Region, um gemeinsam zu tanzen, singen und musizieren oder zum Beispiel mit Kamelrennen und Spielen das kulturelle Erbe ihres Volkes zu pflegen. Ursprünglich fand das Festival im 70 km östlich von Timbuktu gelegenen Ort Essakane statt, der zu einem Treffpunkt der Tuareg und zahlreicher Künstler aus Afrika und der ganzen Welt wurde. Aus Sicherheitsgründen wurde das Festival au Désert 2010 an den Stadtrand von Timbuktu verlegt. 2012 fand das Festival, aufgrund terroristischer Aktionen im Vorjahr, unter militärischer Bewachung statt. Aufgrund der kritischen Situation im Norden Malis wird das Festival au Desert 2013 in die Oasenstadt Oursi nach Burkina Faso verlegt. Teilnehmer waren bisher unter anderem Ali Farka Touré (CD Talking Timbuktu 1994 mit Ry Cooder), Amadou & Mariam, Damon Albarn (Leadsänger der britischen Band Blur), Robert Plant (ehemaliger Sänger von Led Zeppelin) und Bono (Sänger der Rockband U2) (2012).

### Sport
Der Fußballverein der Stadt ist AS Commune Timbuktu (Association sportive de la commune de Tombouctou). Am 29. Juni 2007 unterlag das Team im nationalen Pokalwettbewerb von Mali bei seiner ersten Teilnahme dem Hauptstadtklub Djoliba AC Bamako im eigenen Stadion mit 0:2. Die regionale Liga von Timbuktu bekam im Mai 2007 eine Spende als Ausrüstung und Material überreicht. Auch CM Timbuktu, der Club militaire de Tombouctou nahm in der Vergangenheit am malischen Pokalwettbewerb teil. Die Stadt verfügt über ein im Jahre 2003 fertiggestelltes Stadion, das Stade omnisport, in dem 1.200 Zuschauer Platz finden und dessen Baukosten etwa 185 Millionen CFA-Franc (ungefähr 280.000 Euro) betrugen. Auf dem Terrain befinden sich unter anderem ein Basketball- und ein Handballplatz. Timbuktu war außerdem öfters Etappenort der Rallye Dakar.

## Wirtschaft

### Vorkoloniale Zeit

Der Niger bei Kabara (um 1855, nach Heinrich Barth)

Timbuktu ist seit seiner Gründung ausschließlich Handelszentrum gewesen. Das unfruchtbare Umland erlaubte keine groß angelegte Nahrungsmittelproduktion, so dass die Lebensmittel überwiegend von der Region Djenné-Mopti auf dem Niger nach Kabara gebracht werden mussten. Die Lebenshaltungskosten waren entsprechend hoch. Lediglich Fleisch wurde von den Tuareg aus dem näheren Umland geliefert, doch angesichts der Tatsache, dass die Nomaden nur im Notfall Tiere schlachteten, stellte Fleisch eine Mangelware dar, die sich ausschließlich die wohlhabende Kaufmannsschicht und die Vertreter der königlichen Verwaltung leisten konnten. Eine besonders wichtige Rolle spielte Timbuktu als Zwischenstation für den Salzhandel. In Kabara wurden die großen Salzplatten zerteilt und für den Transport auf dem Fluss vorbereitet. Die Ankunft der Azelai, der großen Salzkarawane aus Taoudeni im Norden des heutigen Mali, war zugleich ein wichtiger Höhepunkt im Jahreszyklus der gesellschaftlichen Ereignisse der Stadt.
Der Kanal, der seit dem 17. Jahrhundert Kabara mit Timbuktu verband, trocknete in der Neuzeit immer wieder aus, so dass die Handelsgüter auf dem Landweg transportiert werden mussten. Dies erlaubte es den Tuareg immer wieder, den Handelsverkehr mit der Stadt, die sie für sich beanspruchten, lahmzulegen. Die Karawanen mussten das relativ kurze Stück häufig mit bewaffneter Macht durchreisen, um sich gegen Überfälle zu schützen. Auf halbem Weg zwischen den beiden Orten lag eine Talsenke, die gern für solche Angriffe genutzt wurde. Sie hieß bei den Tuareg „ugh – umaira (man hört nichts)“. Wer dort in die Hände von Räubern fiel, konnte auf keine Hilfe mehr hoffen (nach Heinrich Barth).

### Gegenwart

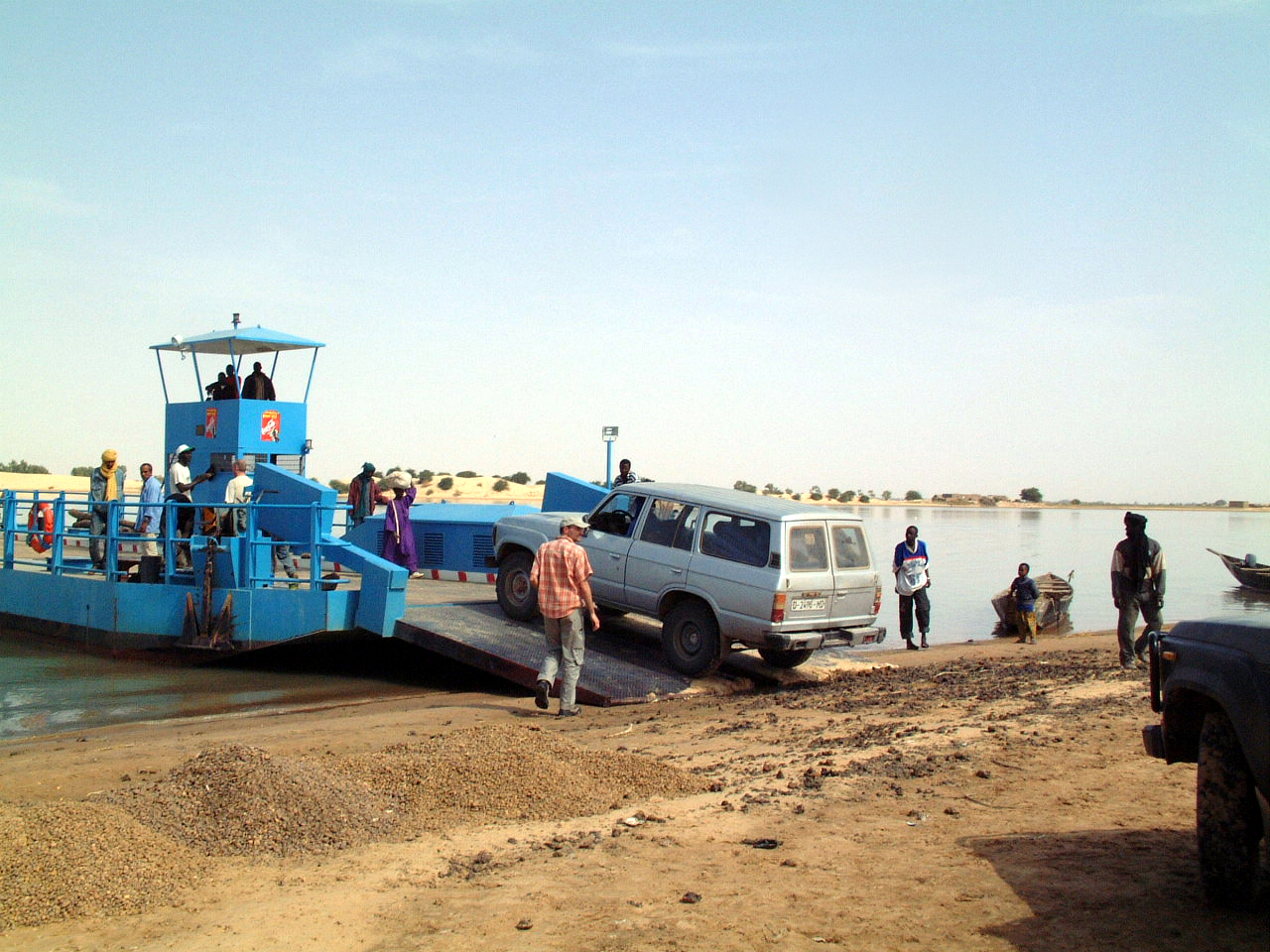
Fähre

Heute ist Timbuktu eine arme Stadt. Die historische Innenstadt ist, von wenigen Ausnahmen abgesehen, in einem schlechten Zustand. Für etwa 900 Millionen CFA-Franc (1,37 Millionen Euro) wurde 2003 der Markt Yobou ber ausgebaut, der über 25 Ladengeschäfte, eine Metzgerei, sanitäre Anlagen und Büroräume verfügt. Mit kanadischer Hilfe wurde die Abwasserbeseitigung des Marktes verbessert.
Vom Glanz alter Tage ist heute nichts mehr übrig geblieben, die Bevölkerung ist arm und zum großen Teil arbeitslos. Timbuktu wirkt noch karger als andere Städte in der Sahelzone. Von den klassischen Handelsgütern der Vergangenheit ist lediglich das Salz übrig geblieben, das immer noch aus dem Norden, aus Taoudenni, geliefert und in Timbuktu bzw. Kabara portioniert und an Händler verkauft wird, die es auf Pirogen flussaufwärts transportieren.

## Partnerstädte
- Chemnitz, Sachsen, Deutschland (seit 1968)
- Saintes, Frankreich (seit 1978)
- Hay-on-Wye, Grafschaft Powys, Wales, Vereinigtes Königreich (seit 2006) (Die für ihre Buchantiquariate weltberühmte Kleinstadt stach Mitbewerber wie Glastonbury und York aus, da die Juroren der Ansicht waren, dass sich Timbuktu und Hay-on-Wye in ihrem Charakter sehr ähnelten, vor allem in Bezug auf große Mengen alter Bücher.[71])
- Kairouan, Tunesien
- Tempe, Arizona, Vereinigte Staaten (seit 1991)

## Söhne der Stadt
- Sidi Ahmad al-Baqqai (1803–1865), bedeutender islamischer Gelehrter und Politiker
- Henri Dupuis-Yacouba (1924–2008), General und Politiker in Niger
- Seidnaly Sidhamed (* 1957), Modeschöpfer, bekannt unter dem Namen Alphadi
- Ali Farka Touré (1939–2006), Musiker

## Synonym für entlegenen Ort

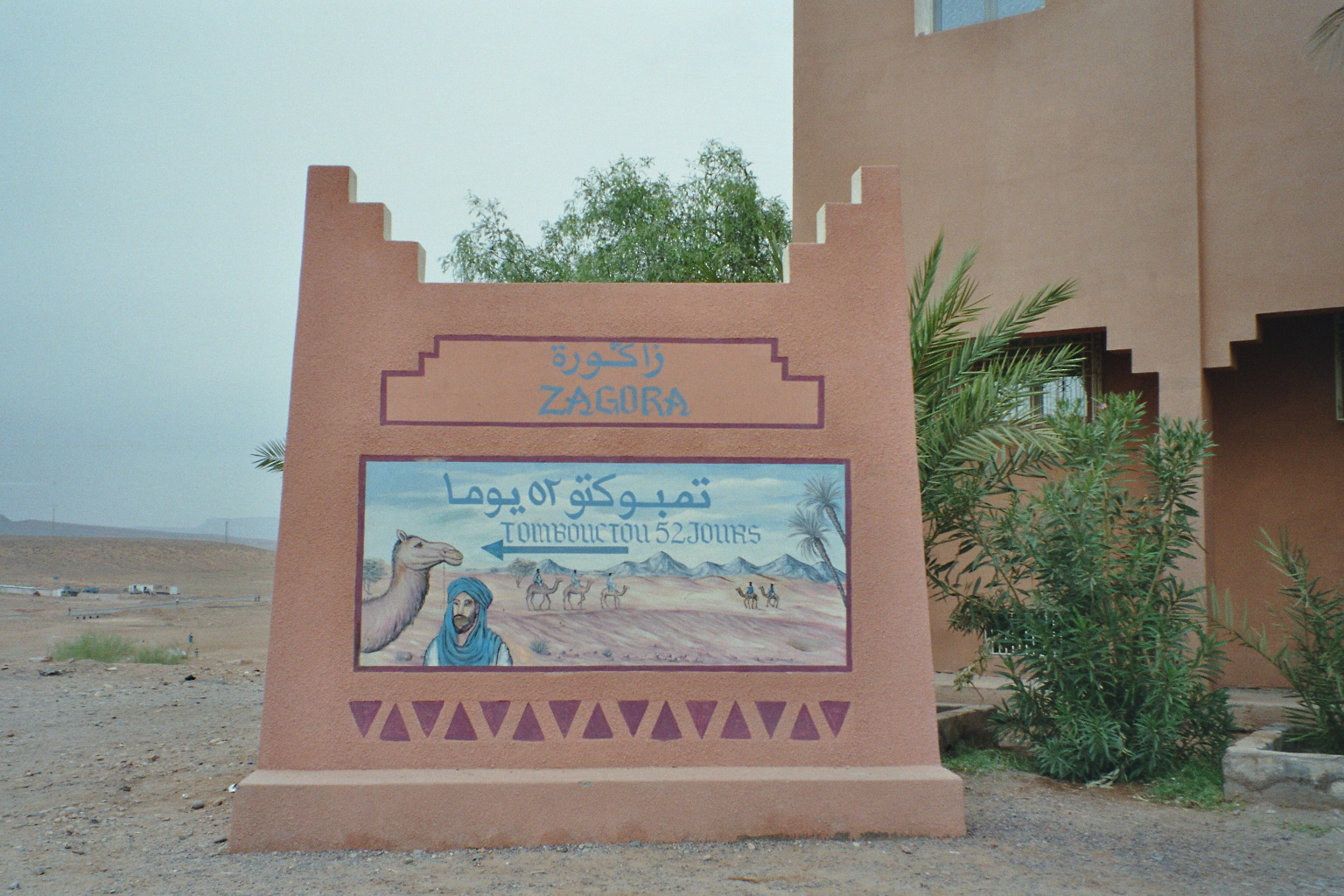
Neuer Wegweiser nach Timbuktu in Zagora (Marokko), 2006

Da die Stadt jahrhundertelang den legendären Ruf eines Ortes hatte, der weit weg und nahezu unerreichbar ist, geriet er in Europa unter anderem zum Synonym für einen weit entlegenen Ort, dessen reale Existenz nicht einmal belegt ist. In dieser Funktion erscheint der Name in verschiedenen Sprachen, unter anderem im Deutschen, Niederländischen und Englischen. Daher war für angelsächsische Leser beziehungsweise Kinogänger der Witz stets sofort klar, wenn Donald Duck in den Comics von Carl Barks am Ende einer Geschichte entweder freiwillig, aus Angst vor Strafe, oder erzwungenermaßen in diese mystische Stadt emigrierte. Im letzten Bild solcher Comics sieht man ihn meist in die Ferne aufbrechen, einem Wegweiser mit der Aufschrift „Timbuktu“ folgend. In Disneys Aristocats wird der böse Butler Edgar am Schluss in einen Koffer gesperrt, auf dem ein Schild mit dem Zielort Timbuktu prangt. In der Comicserie Garfield wird der Name oft verwendet, entweder als Adresse auf einem Paket (in das Garfield die Jungmieze Nermal gestopft hat) oder, wie bei Donald Duck, als Fluchtort.
Möglicherweise sind die Wegweiser in den Donald-Duck-Geschichten inspiriert durch ein tatsächlich existierendes Schild in Zagora im Süden von Marokko, das dort eine beliebte Touristenattraktion darstellt. Die Stadt Zagora beherbergt die auf dieser Route letzte Karawanserei nördlich der Sahara, und am Ortsrand steht bereits seit vielen Jahrzehnten ein Schild, das den heute nur noch wenigen Karawanen den Weg nach Timbuktu südlich der Sahara weist. Es trägt die Aufschrift „Timbuktu 52 Tage“, was die sprichwörtliche Abgelegenheit von Timbuktu für Touristen in amüsanter Weise verdeutlicht. Inzwischen wurde der alte Wegweiser durch einen neuen mit identischer Aufschrift ersetzt.